# Xadrez de Dunsany
|   | a | b | c | d | e | f | g | h |   |
| 8 | a8 preto torre · b8 preto cavalo · c8 preto bispo · d8 preto rainha · e8 preto rei · f8 preto bispo · g8 preto cavalo · h8 preto torre · a7 preto peão · b7 preto peão · c7 preto peão · d7 preto peão · e7 preto peão · f7 preto peão · g7 preto peão · h7 preto peão · a4 branco peão · b4 branco peão · c4 branco peão · d4 branco peão · e4 branco peão · f4 branco peão · g4 branco peão · h4 branco peão · a3 branco peão · b3 branco peão · c3 branco peão · d3 branco peão · e3 branco peão · f3 branco peão · g3 branco peão · h3 branco peão · a2 branco peão · b2 branco peão · c2 branco peão · d2 branco peão · e2 branco peão · f2 branco peão · g2 branco peão · h2 branco peão · a1 branco peão · b1 branco peão · c1 branco peão · d1 branco peão · e1 branco peão · f1 branco peão · g1 branco peão · h1 branco peão | a8 preto torre · b8 preto cavalo · c8 preto bispo · d8 preto rainha · e8 preto rei · f8 preto bispo · g8 preto cavalo · h8 preto torre · a7 preto peão · b7 preto peão · c7 preto peão · d7 preto peão · e7 preto peão · f7 preto peão · g7 preto peão · h7 preto peão · a4 branco peão · b4 branco peão · c4 branco peão · d4 branco peão · e4 branco peão · f4 branco peão · g4 branco peão · h4 branco peão · a3 branco peão · b3 branco peão · c3 branco peão · d3 branco peão · e3 branco peão · f3 branco peão · g3 branco peão · h3 branco peão · a2 branco peão · b2 branco peão · c2 branco peão · d2 branco peão · e2 branco peão · f2 branco peão · g2 branco peão · h2 branco peão · a1 branco peão · b1 branco peão · c1 branco peão · d1 branco peão · e1 branco peão · f1 branco peão · g1 branco peão · h1 branco peão | a8 preto torre · b8 preto cavalo · c8 preto bispo · d8 preto rainha · e8 preto rei · f8 preto bispo · g8 preto cavalo · h8 preto torre · a7 preto peão · b7 preto peão · c7 preto peão · d7 preto peão · e7 preto peão · f7 preto peão · g7 preto peão · h7 preto peão · a4 branco peão · b4 branco peão · c4 branco peão · d4 branco peão · e4 branco peão · f4 branco peão · g4 branco peão · h4 branco peão · a3 branco peão · b3 branco peão · c3 branco peão · d3 branco peão · e3 branco peão · f3 branco peão · g3 branco peão · h3 branco peão · a2 branco peão · b2 branco peão · c2 branco peão · d2 branco peão · e2 branco peão · f2 branco peão · g2 branco peão · h2 branco peão · a1 branco peão · b1 branco peão · c1 branco peão · d1 branco peão · e1 branco peão · f1 branco peão · g1 branco peão · h1 branco peão | a8 preto torre · b8 preto cavalo · c8 preto bispo · d8 preto rainha · e8 preto rei · f8 preto bispo · g8 preto cavalo · h8 preto torre · a7 preto peão · b7 preto peão · c7 preto peão · d7 preto peão · e7 preto peão · f7 preto peão · g7 preto peão · h7 preto peão · a4 branco peão · b4 branco peão · c4 branco peão · d4 branco peão · e4 branco peão · f4 branco peão · g4 branco peão · h4 branco peão · a3 branco peão · b3 branco peão · c3 branco peão · d3 branco peão · e3 branco peão · f3 branco peão · g3 branco peão · h3 branco peão · a2 branco peão · b2 branco peão · c2 branco peão · d2 branco peão · e2 branco peão · f2 branco peão · g2 branco peão · h2 branco peão · a1 branco peão · b1 branco peão · c1 branco peão · d1 branco peão · e1 branco peão · f1 branco peão · g1 branco peão · h1 branco peão | a8 preto torre · b8 preto cavalo · c8 preto bispo · d8 preto rainha · e8 preto rei · f8 preto bispo · g8 preto cavalo · h8 preto torre · a7 preto peão · b7 preto peão · c7 preto peão · d7 preto peão · e7 preto peão · f7 preto peão · g7 preto peão · h7 preto peão · a4 branco peão · b4 branco peão · c4 branco peão · d4 branco peão · e4 branco peão · f4 branco peão · g4 branco peão · h4 branco peão · a3 branco peão · b3 branco peão · c3 branco peão · d3 branco peão · e3 branco peão · f3 branco peão · g3 branco peão · h3 branco peão · a2 branco peão · b2 branco peão · c2 branco peão · d2 branco peão · e2 branco peão · f2 branco peão · g2 branco peão · h2 branco peão · a1 branco peão · b1 branco peão · c1 branco peão · d1 branco peão · e1 branco peão · f1 branco peão · g1 branco peão · h1 branco peão | a8 preto torre · b8 preto cavalo · c8 preto bispo · d8 preto rainha · e8 preto rei · f8 preto bispo · g8 preto cavalo · h8 preto torre · a7 preto peão · b7 preto peão · c7 preto peão · d7 preto peão · e7 preto peão · f7 preto peão · g7 preto peão · h7 preto peão · a4 branco peão · b4 branco peão · c4 branco peão · d4 branco peão · e4 branco peão · f4 branco peão · g4 branco peão · h4 branco peão · a3 branco peão · b3 branco peão · c3 branco peão · d3 branco peão · e3 branco peão · f3 branco peão · g3 branco peão · h3 branco peão · a2 branco peão · b2 branco peão · c2 branco peão · d2 branco peão · e2 branco peão · f2 branco peão · g2 branco peão · h2 branco peão · a1 branco peão · b1 branco peão · c1 branco peão · d1 branco peão · e1 branco peão · f1 branco peão · g1 branco peão · h1 branco peão | a8 preto torre · b8 preto cavalo · c8 preto bispo · d8 preto rainha · e8 preto rei · f8 preto bispo · g8 preto cavalo · h8 preto torre · a7 preto peão · b7 preto peão · c7 preto peão · d7 preto peão · e7 preto peão · f7 preto peão · g7 preto peão · h7 preto peão · a4 branco peão · b4 branco peão · c4 branco peão · d4 branco peão · e4 branco peão · f4 branco peão · g4 branco peão · h4 branco peão · a3 branco peão · b3 branco peão · c3 branco peão · d3 branco peão · e3 branco peão · f3 branco peão · g3 branco peão · h3 branco peão · a2 branco peão · b2 branco peão · c2 branco peão · d2 branco peão · e2 branco peão · f2 branco peão · g2 branco peão · h2 branco peão · a1 branco peão · b1 branco peão · c1 branco peão · d1 branco peão · e1 branco peão · f1 branco peão · g1 branco peão · h1 branco peão | a8 preto torre · b8 preto cavalo · c8 preto bispo · d8 preto rainha · e8 preto rei · f8 preto bispo · g8 preto cavalo · h8 preto torre · a7 preto peão · b7 preto peão · c7 preto peão · d7 preto peão · e7 preto peão · f7 preto peão · g7 preto peão · h7 preto peão · a4 branco peão · b4 branco peão · c4 branco peão · d4 branco peão · e4 branco peão · f4 branco peão · g4 branco peão · h4 branco peão · a3 branco peão · b3 branco peão · c3 branco peão · d3 branco peão · e3 branco peão · f3 branco peão · g3 branco peão · h3 branco peão · a2 branco peão · b2 branco peão · c2 branco peão · d2 branco peão · e2 branco peão · f2 branco peão · g2 branco peão · h2 branco peão · a1 branco peão · b1 branco peão · c1 branco peão · d1 branco peão · e1 branco peão · f1 branco peão · g1 branco peão · h1 branco peão | 8 |
| 7 | a8 preto torre · b8 preto cavalo · c8 preto bispo · d8 preto rainha · e8 preto rei · f8 preto bispo · g8 preto cavalo · h8 preto torre · a7 preto peão · b7 preto peão · c7 preto peão · d7 preto peão · e7 preto peão · f7 preto peão · g7 preto peão · h7 preto peão · a4 branco peão · b4 branco peão · c4 branco peão · d4 branco peão · e4 branco peão · f4 branco peão · g4 branco peão · h4 branco peão · a3 branco peão · b3 branco peão · c3 branco peão · d3 branco peão · e3 branco peão · f3 branco peão · g3 branco peão · h3 branco peão · a2 branco peão · b2 branco peão · c2 branco peão · d2 branco peão · e2 branco peão · f2 branco peão · g2 branco peão · h2 branco peão · a1 branco peão · b1 branco peão · c1 branco peão · d1 branco peão · e1 branco peão · f1 branco peão · g1 branco peão · h1 branco peão | a8 preto torre · b8 preto cavalo · c8 preto bispo · d8 preto rainha · e8 preto rei · f8 preto bispo · g8 preto cavalo · h8 preto torre · a7 preto peão · b7 preto peão · c7 preto peão · d7 preto peão · e7 preto peão · f7 preto peão · g7 preto peão · h7 preto peão · a4 branco peão · b4 branco peão · c4 branco peão · d4 branco peão · e4 branco peão · f4 branco peão · g4 branco peão · h4 branco peão · a3 branco peão · b3 branco peão · c3 branco peão · d3 branco peão · e3 branco peão · f3 branco peão · g3 branco peão · h3 branco peão · a2 branco peão · b2 branco peão · c2 branco peão · d2 branco peão · e2 branco peão · f2 branco peão · g2 branco peão · h2 branco peão · a1 branco peão · b1 branco peão · c1 branco peão · d1 branco peão · e1 branco peão · f1 branco peão · g1 branco peão · h1 branco peão | a8 preto torre · b8 preto cavalo · c8 preto bispo · d8 preto rainha · e8 preto rei · f8 preto bispo · g8 preto cavalo · h8 preto torre · a7 preto peão · b7 preto peão · c7 preto peão · d7 preto peão · e7 preto peão · f7 preto peão · g7 preto peão · h7 preto peão · a4 branco peão · b4 branco peão · c4 branco peão · d4 branco peão · e4 branco peão · f4 branco peão · g4 branco peão · h4 branco peão · a3 branco peão · b3 branco peão · c3 branco peão · d3 branco peão · e3 branco peão · f3 branco peão · g3 branco peão · h3 branco peão · a2 branco peão · b2 branco peão · c2 branco peão · d2 branco peão · e2 branco peão · f2 branco peão · g2 branco peão · h2 branco peão · a1 branco peão · b1 branco peão · c1 branco peão · d1 branco peão · e1 branco peão · f1 branco peão · g1 branco peão · h1 branco peão | a8 preto torre · b8 preto cavalo · c8 preto bispo · d8 preto rainha · e8 preto rei · f8 preto bispo · g8 preto cavalo · h8 preto torre · a7 preto peão · b7 preto peão · c7 preto peão · d7 preto peão · e7 preto peão · f7 preto peão · g7 preto peão · h7 preto peão · a4 branco peão · b4 branco peão · c4 branco peão · d4 branco peão · e4 branco peão · f4 branco peão · g4 branco peão · h4 branco peão · a3 branco peão · b3 branco peão · c3 branco peão · d3 branco peão · e3 branco peão · f3 branco peão · g3 branco peão · h3 branco peão · a2 branco peão · b2 branco peão · c2 branco peão · d2 branco peão · e2 branco peão · f2 branco peão · g2 branco peão · h2 branco peão · a1 branco peão · b1 branco peão · c1 branco peão · d1 branco peão · e1 branco peão · f1 branco peão · g1 branco peão · h1 branco peão | a8 preto torre · b8 preto cavalo · c8 preto bispo · d8 preto rainha · e8 preto rei · f8 preto bispo · g8 preto cavalo · h8 preto torre · a7 preto peão · b7 preto peão · c7 preto peão · d7 preto peão · e7 preto peão · f7 preto peão · g7 preto peão · h7 preto peão · a4 branco peão · b4 branco peão · c4 branco peão · d4 branco peão · e4 branco peão · f4 branco peão · g4 branco peão · h4 branco peão · a3 branco peão · b3 branco peão · c3 branco peão · d3 branco peão · e3 branco peão · f3 branco peão · g3 branco peão · h3 branco peão · a2 branco peão · b2 branco peão · c2 branco peão · d2 branco peão · e2 branco peão · f2 branco peão · g2 branco peão · h2 branco peão · a1 branco peão · b1 branco peão · c1 branco peão · d1 branco peão · e1 branco peão · f1 branco peão · g1 branco peão · h1 branco peão | a8 preto torre · b8 preto cavalo · c8 preto bispo · d8 preto rainha · e8 preto rei · f8 preto bispo · g8 preto cavalo · h8 preto torre · a7 preto peão · b7 preto peão · c7 preto peão · d7 preto peão · e7 preto peão · f7 preto peão · g7 preto peão · h7 preto peão · a4 branco peão · b4 branco peão · c4 branco peão · d4 branco peão · e4 branco peão · f4 branco peão · g4 branco peão · h4 branco peão · a3 branco peão · b3 branco peão · c3 branco peão · d3 branco peão · e3 branco peão · f3 branco peão · g3 branco peão · h3 branco peão · a2 branco peão · b2 branco peão · c2 branco peão · d2 branco peão · e2 branco peão · f2 branco peão · g2 branco peão · h2 branco peão · a1 branco peão · b1 branco peão · c1 branco peão · d1 branco peão · e1 branco peão · f1 branco peão · g1 branco peão · h1 branco peão | a8 preto torre · b8 preto cavalo · c8 preto bispo · d8 preto rainha · e8 preto rei · f8 preto bispo · g8 preto cavalo · h8 preto torre · a7 preto peão · b7 preto peão · c7 preto peão · d7 preto peão · e7 preto peão · f7 preto peão · g7 preto peão · h7 preto peão · a4 branco peão · b4 branco peão · c4 branco peão · d4 branco peão · e4 branco peão · f4 branco peão · g4 branco peão · h4 branco peão · a3 branco peão · b3 branco peão · c3 branco peão · d3 branco peão · e3 branco peão · f3 branco peão · g3 branco peão · h3 branco peão · a2 branco peão · b2 branco peão · c2 branco peão · d2 branco peão · e2 branco peão · f2 branco peão · g2 branco peão · h2 branco peão · a1 branco peão · b1 branco peão · c1 branco peão · d1 branco peão · e1 branco peão · f1 branco peão · g1 branco peão · h1 branco peão | a8 preto torre · b8 preto cavalo · c8 preto bispo · d8 preto rainha · e8 preto rei · f8 preto bispo · g8 preto cavalo · h8 preto torre · a7 preto peão · b7 preto peão · c7 preto peão · d7 preto peão · e7 preto peão · f7 preto peão · g7 preto peão · h7 preto peão · a4 branco peão · b4 branco peão · c4 branco peão · d4 branco peão · e4 branco peão · f4 branco peão · g4 branco peão · h4 branco peão · a3 branco peão · b3 branco peão · c3 branco peão · d3 branco peão · e3 branco peão · f3 branco peão · g3 branco peão · h3 branco peão · a2 branco peão · b2 branco peão · c2 branco peão · d2 branco peão · e2 branco peão · f2 branco peão · g2 branco peão · h2 branco peão · a1 branco peão · b1 branco peão · c1 branco peão · d1 branco peão · e1 branco peão · f1 branco peão · g1 branco peão · h1 branco peão | 7 |
| 6 | a8 preto torre · b8 preto cavalo · c8 preto bispo · d8 preto rainha · e8 preto rei · f8 preto bispo · g8 preto cavalo · h8 preto torre · a7 preto peão · b7 preto peão · c7 preto peão · d7 preto peão · e7 preto peão · f7 preto peão · g7 preto peão · h7 preto peão · a4 branco peão · b4 branco peão · c4 branco peão · d4 branco peão · e4 branco peão · f4 branco peão · g4 branco peão · h4 branco peão · a3 branco peão · b3 branco peão · c3 branco peão · d3 branco peão · e3 branco peão · f3 branco peão · g3 branco peão · h3 branco peão · a2 branco peão · b2 branco peão · c2 branco peão · d2 branco peão · e2 branco peão · f2 branco peão · g2 branco peão · h2 branco peão · a1 branco peão · b1 branco peão · c1 branco peão · d1 branco peão · e1 branco peão · f1 branco peão · g1 branco peão · h1 branco peão | a8 preto torre · b8 preto cavalo · c8 preto bispo · d8 preto rainha · e8 preto rei · f8 preto bispo · g8 preto cavalo · h8 preto torre · a7 preto peão · b7 preto peão · c7 preto peão · d7 preto peão · e7 preto peão · f7 preto peão · g7 preto peão · h7 preto peão · a4 branco peão · b4 branco peão · c4 branco peão · d4 branco peão · e4 branco peão · f4 branco peão · g4 branco peão · h4 branco peão · a3 branco peão · b3 branco peão · c3 branco peão · d3 branco peão · e3 branco peão · f3 branco peão · g3 branco peão · h3 branco peão · a2 branco peão · b2 branco peão · c2 branco peão · d2 branco peão · e2 branco peão · f2 branco peão · g2 branco peão · h2 branco peão · a1 branco peão · b1 branco peão · c1 branco peão · d1 branco peão · e1 branco peão · f1 branco peão · g1 branco peão · h1 branco peão | a8 preto torre · b8 preto cavalo · c8 preto bispo · d8 preto rainha · e8 preto rei · f8 preto bispo · g8 preto cavalo · h8 preto torre · a7 preto peão · b7 preto peão · c7 preto peão · d7 preto peão · e7 preto peão · f7 preto peão · g7 preto peão · h7 preto peão · a4 branco peão · b4 branco peão · c4 branco peão · d4 branco peão · e4 branco peão · f4 branco peão · g4 branco peão · h4 branco peão · a3 branco peão · b3 branco peão · c3 branco peão · d3 branco peão · e3 branco peão · f3 branco peão · g3 branco peão · h3 branco peão · a2 branco peão · b2 branco peão · c2 branco peão · d2 branco peão · e2 branco peão · f2 branco peão · g2 branco peão · h2 branco peão · a1 branco peão · b1 branco peão · c1 branco peão · d1 branco peão · e1 branco peão · f1 branco peão · g1 branco peão · h1 branco peão | a8 preto torre · b8 preto cavalo · c8 preto bispo · d8 preto rainha · e8 preto rei · f8 preto bispo · g8 preto cavalo · h8 preto torre · a7 preto peão · b7 preto peão · c7 preto peão · d7 preto peão · e7 preto peão · f7 preto peão · g7 preto peão · h7 preto peão · a4 branco peão · b4 branco peão · c4 branco peão · d4 branco peão · e4 branco peão · f4 branco peão · g4 branco peão · h4 branco peão · a3 branco peão · b3 branco peão · c3 branco peão · d3 branco peão · e3 branco peão · f3 branco peão · g3 branco peão · h3 branco peão · a2 branco peão · b2 branco peão · c2 branco peão · d2 branco peão · e2 branco peão · f2 branco peão · g2 branco peão · h2 branco peão · a1 branco peão · b1 branco peão · c1 branco peão · d1 branco peão · e1 branco peão · f1 branco peão · g1 branco peão · h1 branco peão | a8 preto torre · b8 preto cavalo · c8 preto bispo · d8 preto rainha · e8 preto rei · f8 preto bispo · g8 preto cavalo · h8 preto torre · a7 preto peão · b7 preto peão · c7 preto peão · d7 preto peão · e7 preto peão · f7 preto peão · g7 preto peão · h7 preto peão · a4 branco peão · b4 branco peão · c4 branco peão · d4 branco peão · e4 branco peão · f4 branco peão · g4 branco peão · h4 branco peão · a3 branco peão · b3 branco peão · c3 branco peão · d3 branco peão · e3 branco peão · f3 branco peão · g3 branco peão · h3 branco peão · a2 branco peão · b2 branco peão · c2 branco peão · d2 branco peão · e2 branco peão · f2 branco peão · g2 branco peão · h2 branco peão · a1 branco peão · b1 branco peão · c1 branco peão · d1 branco peão · e1 branco peão · f1 branco peão · g1 branco peão · h1 branco peão | a8 preto torre · b8 preto cavalo · c8 preto bispo · d8 preto rainha · e8 preto rei · f8 preto bispo · g8 preto cavalo · h8 preto torre · a7 preto peão · b7 preto peão · c7 preto peão · d7 preto peão · e7 preto peão · f7 preto peão · g7 preto peão · h7 preto peão · a4 branco peão · b4 branco peão · c4 branco peão · d4 branco peão · e4 branco peão · f4 branco peão · g4 branco peão · h4 branco peão · a3 branco peão · b3 branco peão · c3 branco peão · d3 branco peão · e3 branco peão · f3 branco peão · g3 branco peão · h3 branco peão · a2 branco peão · b2 branco peão · c2 branco peão · d2 branco peão · e2 branco peão · f2 branco peão · g2 branco peão · h2 branco peão · a1 branco peão · b1 branco peão · c1 branco peão · d1 branco peão · e1 branco peão · f1 branco peão · g1 branco peão · h1 branco peão | a8 preto torre · b8 preto cavalo · c8 preto bispo · d8 preto rainha · e8 preto rei · f8 preto bispo · g8 preto cavalo · h8 preto torre · a7 preto peão · b7 preto peão · c7 preto peão · d7 preto peão · e7 preto peão · f7 preto peão · g7 preto peão · h7 preto peão · a4 branco peão · b4 branco peão · c4 branco peão · d4 branco peão · e4 branco peão · f4 branco peão · g4 branco peão · h4 branco peão · a3 branco peão · b3 branco peão · c3 branco peão · d3 branco peão · e3 branco peão · f3 branco peão · g3 branco peão · h3 branco peão · a2 branco peão · b2 branco peão · c2 branco peão · d2 branco peão · e2 branco peão · f2 branco peão · g2 branco peão · h2 branco peão · a1 branco peão · b1 branco peão · c1 branco peão · d1 branco peão · e1 branco peão · f1 branco peão · g1 branco peão · h1 branco peão | a8 preto torre · b8 preto cavalo · c8 preto bispo · d8 preto rainha · e8 preto rei · f8 preto bispo · g8 preto cavalo · h8 preto torre · a7 preto peão · b7 preto peão · c7 preto peão · d7 preto peão · e7 preto peão · f7 preto peão · g7 preto peão · h7 preto peão · a4 branco peão · b4 branco peão · c4 branco peão · d4 branco peão · e4 branco peão · f4 branco peão · g4 branco peão · h4 branco peão · a3 branco peão · b3 branco peão · c3 branco peão · d3 branco peão · e3 branco peão · f3 branco peão · g3 branco peão · h3 branco peão · a2 branco peão · b2 branco peão · c2 branco peão · d2 branco peão · e2 branco peão · f2 branco peão · g2 branco peão · h2 branco peão · a1 branco peão · b1 branco peão · c1 branco peão · d1 branco peão · e1 branco peão · f1 branco peão · g1 branco peão · h1 branco peão | 6 |
| 5 | a8 preto torre · b8 preto cavalo · c8 preto bispo · d8 preto rainha · e8 preto rei · f8 preto bispo · g8 preto cavalo · h8 preto torre · a7 preto peão · b7 preto peão · c7 preto peão · d7 preto peão · e7 preto peão · f7 preto peão · g7 preto peão · h7 preto peão · a4 branco peão · b4 branco peão · c4 branco peão · d4 branco peão · e4 branco peão · f4 branco peão · g4 branco peão · h4 branco peão · a3 branco peão · b3 branco peão · c3 branco peão · d3 branco peão · e3 branco peão · f3 branco peão · g3 branco peão · h3 branco peão · a2 branco peão · b2 branco peão · c2 branco peão · d2 branco peão · e2 branco peão · f2 branco peão · g2 branco peão · h2 branco peão · a1 branco peão · b1 branco peão · c1 branco peão · d1 branco peão · e1 branco peão · f1 branco peão · g1 branco peão · h1 branco peão | a8 preto torre · b8 preto cavalo · c8 preto bispo · d8 preto rainha · e8 preto rei · f8 preto bispo · g8 preto cavalo · h8 preto torre · a7 preto peão · b7 preto peão · c7 preto peão · d7 preto peão · e7 preto peão · f7 preto peão · g7 preto peão · h7 preto peão · a4 branco peão · b4 branco peão · c4 branco peão · d4 branco peão · e4 branco peão · f4 branco peão · g4 branco peão · h4 branco peão · a3 branco peão · b3 branco peão · c3 branco peão · d3 branco peão · e3 branco peão · f3 branco peão · g3 branco peão · h3 branco peão · a2 branco peão · b2 branco peão · c2 branco peão · d2 branco peão · e2 branco peão · f2 branco peão · g2 branco peão · h2 branco peão · a1 branco peão · b1 branco peão · c1 branco peão · d1 branco peão · e1 branco peão · f1 branco peão · g1 branco peão · h1 branco peão | a8 preto torre · b8 preto cavalo · c8 preto bispo · d8 preto rainha · e8 preto rei · f8 preto bispo · g8 preto cavalo · h8 preto torre · a7 preto peão · b7 preto peão · c7 preto peão · d7 preto peão · e7 preto peão · f7 preto peão · g7 preto peão · h7 preto peão · a4 branco peão · b4 branco peão · c4 branco peão · d4 branco peão · e4 branco peão · f4 branco peão · g4 branco peão · h4 branco peão · a3 branco peão · b3 branco peão · c3 branco peão · d3 branco peão · e3 branco peão · f3 branco peão · g3 branco peão · h3 branco peão · a2 branco peão · b2 branco peão · c2 branco peão · d2 branco peão · e2 branco peão · f2 branco peão · g2 branco peão · h2 branco peão · a1 branco peão · b1 branco peão · c1 branco peão · d1 branco peão · e1 branco peão · f1 branco peão · g1 branco peão · h1 branco peão | a8 preto torre · b8 preto cavalo · c8 preto bispo · d8 preto rainha · e8 preto rei · f8 preto bispo · g8 preto cavalo · h8 preto torre · a7 preto peão · b7 preto peão · c7 preto peão · d7 preto peão · e7 preto peão · f7 preto peão · g7 preto peão · h7 preto peão · a4 branco peão · b4 branco peão · c4 branco peão · d4 branco peão · e4 branco peão · f4 branco peão · g4 branco peão · h4 branco peão · a3 branco peão · b3 branco peão · c3 branco peão · d3 branco peão · e3 branco peão · f3 branco peão · g3 branco peão · h3 branco peão · a2 branco peão · b2 branco peão · c2 branco peão · d2 branco peão · e2 branco peão · f2 branco peão · g2 branco peão · h2 branco peão · a1 branco peão · b1 branco peão · c1 branco peão · d1 branco peão · e1 branco peão · f1 branco peão · g1 branco peão · h1 branco peão | a8 preto torre · b8 preto cavalo · c8 preto bispo · d8 preto rainha · e8 preto rei · f8 preto bispo · g8 preto cavalo · h8 preto torre · a7 preto peão · b7 preto peão · c7 preto peão · d7 preto peão · e7 preto peão · f7 preto peão · g7 preto peão · h7 preto peão · a4 branco peão · b4 branco peão · c4 branco peão · d4 branco peão · e4 branco peão · f4 branco peão · g4 branco peão · h4 branco peão · a3 branco peão · b3 branco peão · c3 branco peão · d3 branco peão · e3 branco peão · f3 branco peão · g3 branco peão · h3 branco peão · a2 branco peão · b2 branco peão · c2 branco peão · d2 branco peão · e2 branco peão · f2 branco peão · g2 branco peão · h2 branco peão · a1 branco peão · b1 branco peão · c1 branco peão · d1 branco peão · e1 branco peão · f1 branco peão · g1 branco peão · h1 branco peão | a8 preto torre · b8 preto cavalo · c8 preto bispo · d8 preto rainha · e8 preto rei · f8 preto bispo · g8 preto cavalo · h8 preto torre · a7 preto peão · b7 preto peão · c7 preto peão · d7 preto peão · e7 preto peão · f7 preto peão · g7 preto peão · h7 preto peão · a4 branco peão · b4 branco peão · c4 branco peão · d4 branco peão · e4 branco peão · f4 branco peão · g4 branco peão · h4 branco peão · a3 branco peão · b3 branco peão · c3 branco peão · d3 branco peão · e3 branco peão · f3 branco peão · g3 branco peão · h3 branco peão · a2 branco peão · b2 branco peão · c2 branco peão · d2 branco peão · e2 branco peão · f2 branco peão · g2 branco peão · h2 branco peão · a1 branco peão · b1 branco peão · c1 branco peão · d1 branco peão · e1 branco peão · f1 branco peão · g1 branco peão · h1 branco peão | a8 preto torre · b8 preto cavalo · c8 preto bispo · d8 preto rainha · e8 preto rei · f8 preto bispo · g8 preto cavalo · h8 preto torre · a7 preto peão · b7 preto peão · c7 preto peão · d7 preto peão · e7 preto peão · f7 preto peão · g7 preto peão · h7 preto peão · a4 branco peão · b4 branco peão · c4 branco peão · d4 branco peão · e4 branco peão · f4 branco peão · g4 branco peão · h4 branco peão · a3 branco peão · b3 branco peão · c3 branco peão · d3 branco peão · e3 branco peão · f3 branco peão · g3 branco peão · h3 branco peão · a2 branco peão · b2 branco peão · c2 branco peão · d2 branco peão · e2 branco peão · f2 branco peão · g2 branco peão · h2 branco peão · a1 branco peão · b1 branco peão · c1 branco peão · d1 branco peão · e1 branco peão · f1 branco peão · g1 branco peão · h1 branco peão | a8 preto torre · b8 preto cavalo · c8 preto bispo · d8 preto rainha · e8 preto rei · f8 preto bispo · g8 preto cavalo · h8 preto torre · a7 preto peão · b7 preto peão · c7 preto peão · d7 preto peão · e7 preto peão · f7 preto peão · g7 preto peão · h7 preto peão · a4 branco peão · b4 branco peão · c4 branco peão · d4 branco peão · e4 branco peão · f4 branco peão · g4 branco peão · h4 branco peão · a3 branco peão · b3 branco peão · c3 branco peão · d3 branco peão · e3 branco peão · f3 branco peão · g3 branco peão · h3 branco peão · a2 branco peão · b2 branco peão · c2 branco peão · d2 branco peão · e2 branco peão · f2 branco peão · g2 branco peão · h2 branco peão · a1 branco peão · b1 branco peão · c1 branco peão · d1 branco peão · e1 branco peão · f1 branco peão · g1 branco peão · h1 branco peão | 5 |
| 4 | a8 preto torre · b8 preto cavalo · c8 preto bispo · d8 preto rainha · e8 preto rei · f8 preto bispo · g8 preto cavalo · h8 preto torre · a7 preto peão · b7 preto peão · c7 preto peão · d7 preto peão · e7 preto peão · f7 preto peão · g7 preto peão · h7 preto peão · a4 branco peão · b4 branco peão · c4 branco peão · d4 branco peão · e4 branco peão · f4 branco peão · g4 branco peão · h4 branco peão · a3 branco peão · b3 branco peão · c3 branco peão · d3 branco peão · e3 branco peão · f3 branco peão · g3 branco peão · h3 branco peão · a2 branco peão · b2 branco peão · c2 branco peão · d2 branco peão · e2 branco peão · f2 branco peão · g2 branco peão · h2 branco peão · a1 branco peão · b1 branco peão · c1 branco peão · d1 branco peão · e1 branco peão · f1 branco peão · g1 branco peão · h1 branco peão | a8 preto torre · b8 preto cavalo · c8 preto bispo · d8 preto rainha · e8 preto rei · f8 preto bispo · g8 preto cavalo · h8 preto torre · a7 preto peão · b7 preto peão · c7 preto peão · d7 preto peão · e7 preto peão · f7 preto peão · g7 preto peão · h7 preto peão · a4 branco peão · b4 branco peão · c4 branco peão · d4 branco peão · e4 branco peão · f4 branco peão · g4 branco peão · h4 branco peão · a3 branco peão · b3 branco peão · c3 branco peão · d3 branco peão · e3 branco peão · f3 branco peão · g3 branco peão · h3 branco peão · a2 branco peão · b2 branco peão · c2 branco peão · d2 branco peão · e2 branco peão · f2 branco peão · g2 branco peão · h2 branco peão · a1 branco peão · b1 branco peão · c1 branco peão · d1 branco peão · e1 branco peão · f1 branco peão · g1 branco peão · h1 branco peão | a8 preto torre · b8 preto cavalo · c8 preto bispo · d8 preto rainha · e8 preto rei · f8 preto bispo · g8 preto cavalo · h8 preto torre · a7 preto peão · b7 preto peão · c7 preto peão · d7 preto peão · e7 preto peão · f7 preto peão · g7 preto peão · h7 preto peão · a4 branco peão · b4 branco peão · c4 branco peão · d4 branco peão · e4 branco peão · f4 branco peão · g4 branco peão · h4 branco peão · a3 branco peão · b3 branco peão · c3 branco peão · d3 branco peão · e3 branco peão · f3 branco peão · g3 branco peão · h3 branco peão · a2 branco peão · b2 branco peão · c2 branco peão · d2 branco peão · e2 branco peão · f2 branco peão · g2 branco peão · h2 branco peão · a1 branco peão · b1 branco peão · c1 branco peão · d1 branco peão · e1 branco peão · f1 branco peão · g1 branco peão · h1 branco peão | a8 preto torre · b8 preto cavalo · c8 preto bispo · d8 preto rainha · e8 preto rei · f8 preto bispo · g8 preto cavalo · h8 preto torre · a7 preto peão · b7 preto peão · c7 preto peão · d7 preto peão · e7 preto peão · f7 preto peão · g7 preto peão · h7 preto peão · a4 branco peão · b4 branco peão · c4 branco peão · d4 branco peão · e4 branco peão · f4 branco peão · g4 branco peão · h4 branco peão · a3 branco peão · b3 branco peão · c3 branco peão · d3 branco peão · e3 branco peão · f3 branco peão · g3 branco peão · h3 branco peão · a2 branco peão · b2 branco peão · c2 branco peão · d2 branco peão · e2 branco peão · f2 branco peão · g2 branco peão · h2 branco peão · a1 branco peão · b1 branco peão · c1 branco peão · d1 branco peão · e1 branco peão · f1 branco peão · g1 branco peão · h1 branco peão | a8 preto torre · b8 preto cavalo · c8 preto bispo · d8 preto rainha · e8 preto rei · f8 preto bispo · g8 preto cavalo · h8 preto torre · a7 preto peão · b7 preto peão · c7 preto peão · d7 preto peão · e7 preto peão · f7 preto peão · g7 preto peão · h7 preto peão · a4 branco peão · b4 branco peão · c4 branco peão · d4 branco peão · e4 branco peão · f4 branco peão · g4 branco peão · h4 branco peão · a3 branco peão · b3 branco peão · c3 branco peão · d3 branco peão · e3 branco peão · f3 branco peão · g3 branco peão · h3 branco peão · a2 branco peão · b2 branco peão · c2 branco peão · d2 branco peão · e2 branco peão · f2 branco peão · g2 branco peão · h2 branco peão · a1 branco peão · b1 branco peão · c1 branco peão · d1 branco peão · e1 branco peão · f1 branco peão · g1 branco peão · h1 branco peão | a8 preto torre · b8 preto cavalo · c8 preto bispo · d8 preto rainha · e8 preto rei · f8 preto bispo · g8 preto cavalo · h8 preto torre · a7 preto peão · b7 preto peão · c7 preto peão · d7 preto peão · e7 preto peão · f7 preto peão · g7 preto peão · h7 preto peão · a4 branco peão · b4 branco peão · c4 branco peão · d4 branco peão · e4 branco peão · f4 branco peão · g4 branco peão · h4 branco peão · a3 branco peão · b3 branco peão · c3 branco peão · d3 branco peão · e3 branco peão · f3 branco peão · g3 branco peão · h3 branco peão · a2 branco peão · b2 branco peão · c2 branco peão · d2 branco peão · e2 branco peão · f2 branco peão · g2 branco peão · h2 branco peão · a1 branco peão · b1 branco peão · c1 branco peão · d1 branco peão · e1 branco peão · f1 branco peão · g1 branco peão · h1 branco peão | a8 preto torre · b8 preto cavalo · c8 preto bispo · d8 preto rainha · e8 preto rei · f8 preto bispo · g8 preto cavalo · h8 preto torre · a7 preto peão · b7 preto peão · c7 preto peão · d7 preto peão · e7 preto peão · f7 preto peão · g7 preto peão · h7 preto peão · a4 branco peão · b4 branco peão · c4 branco peão · d4 branco peão · e4 branco peão · f4 branco peão · g4 branco peão · h4 branco peão · a3 branco peão · b3 branco peão · c3 branco peão · d3 branco peão · e3 branco peão · f3 branco peão · g3 branco peão · h3 branco peão · a2 branco peão · b2 branco peão · c2 branco peão · d2 branco peão · e2 branco peão · f2 branco peão · g2 branco peão · h2 branco peão · a1 branco peão · b1 branco peão · c1 branco peão · d1 branco peão · e1 branco peão · f1 branco peão · g1 branco peão · h1 branco peão | a8 preto torre · b8 preto cavalo · c8 preto bispo · d8 preto rainha · e8 preto rei · f8 preto bispo · g8 preto cavalo · h8 preto torre · a7 preto peão · b7 preto peão · c7 preto peão · d7 preto peão · e7 preto peão · f7 preto peão · g7 preto peão · h7 preto peão · a4 branco peão · b4 branco peão · c4 branco peão · d4 branco peão · e4 branco peão · f4 branco peão · g4 branco peão · h4 branco peão · a3 branco peão · b3 branco peão · c3 branco peão · d3 branco peão · e3 branco peão · f3 branco peão · g3 branco peão · h3 branco peão · a2 branco peão · b2 branco peão · c2 branco peão · d2 branco peão · e2 branco peão · f2 branco peão · g2 branco peão · h2 branco peão · a1 branco peão · b1 branco peão · c1 branco peão · d1 branco peão · e1 branco peão · f1 branco peão · g1 branco peão · h1 branco peão | 4 |
| 3 | a8 preto torre · b8 preto cavalo · c8 preto bispo · d8 preto rainha · e8 preto rei · f8 preto bispo · g8 preto cavalo · h8 preto torre · a7 preto peão · b7 preto peão · c7 preto peão · d7 preto peão · e7 preto peão · f7 preto peão · g7 preto peão · h7 preto peão · a4 branco peão · b4 branco peão · c4 branco peão · d4 branco peão · e4 branco peão · f4 branco peão · g4 branco peão · h4 branco peão · a3 branco peão · b3 branco peão · c3 branco peão · d3 branco peão · e3 branco peão · f3 branco peão · g3 branco peão · h3 branco peão · a2 branco peão · b2 branco peão · c2 branco peão · d2 branco peão · e2 branco peão · f2 branco peão · g2 branco peão · h2 branco peão · a1 branco peão · b1 branco peão · c1 branco peão · d1 branco peão · e1 branco peão · f1 branco peão · g1 branco peão · h1 branco peão | a8 preto torre · b8 preto cavalo · c8 preto bispo · d8 preto rainha · e8 preto rei · f8 preto bispo · g8 preto cavalo · h8 preto torre · a7 preto peão · b7 preto peão · c7 preto peão · d7 preto peão · e7 preto peão · f7 preto peão · g7 preto peão · h7 preto peão · a4 branco peão · b4 branco peão · c4 branco peão · d4 branco peão · e4 branco peão · f4 branco peão · g4 branco peão · h4 branco peão · a3 branco peão · b3 branco peão · c3 branco peão · d3 branco peão · e3 branco peão · f3 branco peão · g3 branco peão · h3 branco peão · a2 branco peão · b2 branco peão · c2 branco peão · d2 branco peão · e2 branco peão · f2 branco peão · g2 branco peão · h2 branco peão · a1 branco peão · b1 branco peão · c1 branco peão · d1 branco peão · e1 branco peão · f1 branco peão · g1 branco peão · h1 branco peão | a8 preto torre · b8 preto cavalo · c8 preto bispo · d8 preto rainha · e8 preto rei · f8 preto bispo · g8 preto cavalo · h8 preto torre · a7 preto peão · b7 preto peão · c7 preto peão · d7 preto peão · e7 preto peão · f7 preto peão · g7 preto peão · h7 preto peão · a4 branco peão · b4 branco peão · c4 branco peão · d4 branco peão · e4 branco peão · f4 branco peão · g4 branco peão · h4 branco peão · a3 branco peão · b3 branco peão · c3 branco peão · d3 branco peão · e3 branco peão · f3 branco peão · g3 branco peão · h3 branco peão · a2 branco peão · b2 branco peão · c2 branco peão · d2 branco peão · e2 branco peão · f2 branco peão · g2 branco peão · h2 branco peão · a1 branco peão · b1 branco peão · c1 branco peão · d1 branco peão · e1 branco peão · f1 branco peão · g1 branco peão · h1 branco peão | a8 preto torre · b8 preto cavalo · c8 preto bispo · d8 preto rainha · e8 preto rei · f8 preto bispo · g8 preto cavalo · h8 preto torre · a7 preto peão · b7 preto peão · c7 preto peão · d7 preto peão · e7 preto peão · f7 preto peão · g7 preto peão · h7 preto peão · a4 branco peão · b4 branco peão · c4 branco peão · d4 branco peão · e4 branco peão · f4 branco peão · g4 branco peão · h4 branco peão · a3 branco peão · b3 branco peão · c3 branco peão · d3 branco peão · e3 branco peão · f3 branco peão · g3 branco peão · h3 branco peão · a2 branco peão · b2 branco peão · c2 branco peão · d2 branco peão · e2 branco peão · f2 branco peão · g2 branco peão · h2 branco peão · a1 branco peão · b1 branco peão · c1 branco peão · d1 branco peão · e1 branco peão · f1 branco peão · g1 branco peão · h1 branco peão | a8 preto torre · b8 preto cavalo · c8 preto bispo · d8 preto rainha · e8 preto rei · f8 preto bispo · g8 preto cavalo · h8 preto torre · a7 preto peão · b7 preto peão · c7 preto peão · d7 preto peão · e7 preto peão · f7 preto peão · g7 preto peão · h7 preto peão · a4 branco peão · b4 branco peão · c4 branco peão · d4 branco peão · e4 branco peão · f4 branco peão · g4 branco peão · h4 branco peão · a3 branco peão · b3 branco peão · c3 branco peão · d3 branco peão · e3 branco peão · f3 branco peão · g3 branco peão · h3 branco peão · a2 branco peão · b2 branco peão · c2 branco peão · d2 branco peão · e2 branco peão · f2 branco peão · g2 branco peão · h2 branco peão · a1 branco peão · b1 branco peão · c1 branco peão · d1 branco peão · e1 branco peão · f1 branco peão · g1 branco peão · h1 branco peão | a8 preto torre · b8 preto cavalo · c8 preto bispo · d8 preto rainha · e8 preto rei · f8 preto bispo · g8 preto cavalo · h8 preto torre · a7 preto peão · b7 preto peão · c7 preto peão · d7 preto peão · e7 preto peão · f7 preto peão · g7 preto peão · h7 preto peão · a4 branco peão · b4 branco peão · c4 branco peão · d4 branco peão · e4 branco peão · f4 branco peão · g4 branco peão · h4 branco peão · a3 branco peão · b3 branco peão · c3 branco peão · d3 branco peão · e3 branco peão · f3 branco peão · g3 branco peão · h3 branco peão · a2 branco peão · b2 branco peão · c2 branco peão · d2 branco peão · e2 branco peão · f2 branco peão · g2 branco peão · h2 branco peão · a1 branco peão · b1 branco peão · c1 branco peão · d1 branco peão · e1 branco peão · f1 branco peão · g1 branco peão · h1 branco peão | a8 preto torre · b8 preto cavalo · c8 preto bispo · d8 preto rainha · e8 preto rei · f8 preto bispo · g8 preto cavalo · h8 preto torre · a7 preto peão · b7 preto peão · c7 preto peão · d7 preto peão · e7 preto peão · f7 preto peão · g7 preto peão · h7 preto peão · a4 branco peão · b4 branco peão · c4 branco peão · d4 branco peão · e4 branco peão · f4 branco peão · g4 branco peão · h4 branco peão · a3 branco peão · b3 branco peão · c3 branco peão · d3 branco peão · e3 branco peão · f3 branco peão · g3 branco peão · h3 branco peão · a2 branco peão · b2 branco peão · c2 branco peão · d2 branco peão · e2 branco peão · f2 branco peão · g2 branco peão · h2 branco peão · a1 branco peão · b1 branco peão · c1 branco peão · d1 branco peão · e1 branco peão · f1 branco peão · g1 branco peão · h1 branco peão | a8 preto torre · b8 preto cavalo · c8 preto bispo · d8 preto rainha · e8 preto rei · f8 preto bispo · g8 preto cavalo · h8 preto torre · a7 preto peão · b7 preto peão · c7 preto peão · d7 preto peão · e7 preto peão · f7 preto peão · g7 preto peão · h7 preto peão · a4 branco peão · b4 branco peão · c4 branco peão · d4 branco peão · e4 branco peão · f4 branco peão · g4 branco peão · h4 branco peão · a3 branco peão · b3 branco peão · c3 branco peão · d3 branco peão · e3 branco peão · f3 branco peão · g3 branco peão · h3 branco peão · a2 branco peão · b2 branco peão · c2 branco peão · d2 branco peão · e2 branco peão · f2 branco peão · g2 branco peão · h2 branco peão · a1 branco peão · b1 branco peão · c1 branco peão · d1 branco peão · e1 branco peão · f1 branco peão · g1 branco peão · h1 branco peão | 3 |
| 2 | a8 preto torre · b8 preto cavalo · c8 preto bispo · d8 preto rainha · e8 preto rei · f8 preto bispo · g8 preto cavalo · h8 preto torre · a7 preto peão · b7 preto peão · c7 preto peão · d7 preto peão · e7 preto peão · f7 preto peão · g7 preto peão · h7 preto peão · a4 branco peão · b4 branco peão · c4 branco peão · d4 branco peão · e4 branco peão · f4 branco peão · g4 branco peão · h4 branco peão · a3 branco peão · b3 branco peão · c3 branco peão · d3 branco peão · e3 branco peão · f3 branco peão · g3 branco peão · h3 branco peão · a2 branco peão · b2 branco peão · c2 branco peão · d2 branco peão · e2 branco peão · f2 branco peão · g2 branco peão · h2 branco peão · a1 branco peão · b1 branco peão · c1 branco peão · d1 branco peão · e1 branco peão · f1 branco peão · g1 branco peão · h1 branco peão | a8 preto torre · b8 preto cavalo · c8 preto bispo · d8 preto rainha · e8 preto rei · f8 preto bispo · g8 preto cavalo · h8 preto torre · a7 preto peão · b7 preto peão · c7 preto peão · d7 preto peão · e7 preto peão · f7 preto peão · g7 preto peão · h7 preto peão · a4 branco peão · b4 branco peão · c4 branco peão · d4 branco peão · e4 branco peão · f4 branco peão · g4 branco peão · h4 branco peão · a3 branco peão · b3 branco peão · c3 branco peão · d3 branco peão · e3 branco peão · f3 branco peão · g3 branco peão · h3 branco peão · a2 branco peão · b2 branco peão · c2 branco peão · d2 branco peão · e2 branco peão · f2 branco peão · g2 branco peão · h2 branco peão · a1 branco peão · b1 branco peão · c1 branco peão · d1 branco peão · e1 branco peão · f1 branco peão · g1 branco peão · h1 branco peão | a8 preto torre · b8 preto cavalo · c8 preto bispo · d8 preto rainha · e8 preto rei · f8 preto bispo · g8 preto cavalo · h8 preto torre · a7 preto peão · b7 preto peão · c7 preto peão · d7 preto peão · e7 preto peão · f7 preto peão · g7 preto peão · h7 preto peão · a4 branco peão · b4 branco peão · c4 branco peão · d4 branco peão · e4 branco peão · f4 branco peão · g4 branco peão · h4 branco peão · a3 branco peão · b3 branco peão · c3 branco peão · d3 branco peão · e3 branco peão · f3 branco peão · g3 branco peão · h3 branco peão · a2 branco peão · b2 branco peão · c2 branco peão · d2 branco peão · e2 branco peão · f2 branco peão · g2 branco peão · h2 branco peão · a1 branco peão · b1 branco peão · c1 branco peão · d1 branco peão · e1 branco peão · f1 branco peão · g1 branco peão · h1 branco peão | a8 preto torre · b8 preto cavalo · c8 preto bispo · d8 preto rainha · e8 preto rei · f8 preto bispo · g8 preto cavalo · h8 preto torre · a7 preto peão · b7 preto peão · c7 preto peão · d7 preto peão · e7 preto peão · f7 preto peão · g7 preto peão · h7 preto peão · a4 branco peão · b4 branco peão · c4 branco peão · d4 branco peão · e4 branco peão · f4 branco peão · g4 branco peão · h4 branco peão · a3 branco peão · b3 branco peão · c3 branco peão · d3 branco peão · e3 branco peão · f3 branco peão · g3 branco peão · h3 branco peão · a2 branco peão · b2 branco peão · c2 branco peão · d2 branco peão · e2 branco peão · f2 branco peão · g2 branco peão · h2 branco peão · a1 branco peão · b1 branco peão · c1 branco peão · d1 branco peão · e1 branco peão · f1 branco peão · g1 branco peão · h1 branco peão | a8 preto torre · b8 preto cavalo · c8 preto bispo · d8 preto rainha · e8 preto rei · f8 preto bispo · g8 preto cavalo · h8 preto torre · a7 preto peão · b7 preto peão · c7 preto peão · d7 preto peão · e7 preto peão · f7 preto peão · g7 preto peão · h7 preto peão · a4 branco peão · b4 branco peão · c4 branco peão · d4 branco peão · e4 branco peão · f4 branco peão · g4 branco peão · h4 branco peão · a3 branco peão · b3 branco peão · c3 branco peão · d3 branco peão · e3 branco peão · f3 branco peão · g3 branco peão · h3 branco peão · a2 branco peão · b2 branco peão · c2 branco peão · d2 branco peão · e2 branco peão · f2 branco peão · g2 branco peão · h2 branco peão · a1 branco peão · b1 branco peão · c1 branco peão · d1 branco peão · e1 branco peão · f1 branco peão · g1 branco peão · h1 branco peão | a8 preto torre · b8 preto cavalo · c8 preto bispo · d8 preto rainha · e8 preto rei · f8 preto bispo · g8 preto cavalo · h8 preto torre · a7 preto peão · b7 preto peão · c7 preto peão · d7 preto peão · e7 preto peão · f7 preto peão · g7 preto peão · h7 preto peão · a4 branco peão · b4 branco peão · c4 branco peão · d4 branco peão · e4 branco peão · f4 branco peão · g4 branco peão · h4 branco peão · a3 branco peão · b3 branco peão · c3 branco peão · d3 branco peão · e3 branco peão · f3 branco peão · g3 branco peão · h3 branco peão · a2 branco peão · b2 branco peão · c2 branco peão · d2 branco peão · e2 branco peão · f2 branco peão · g2 branco peão · h2 branco peão · a1 branco peão · b1 branco peão · c1 branco peão · d1 branco peão · e1 branco peão · f1 branco peão · g1 branco peão · h1 branco peão | a8 preto torre · b8 preto cavalo · c8 preto bispo · d8 preto rainha · e8 preto rei · f8 preto bispo · g8 preto cavalo · h8 preto torre · a7 preto peão · b7 preto peão · c7 preto peão · d7 preto peão · e7 preto peão · f7 preto peão · g7 preto peão · h7 preto peão · a4 branco peão · b4 branco peão · c4 branco peão · d4 branco peão · e4 branco peão · f4 branco peão · g4 branco peão · h4 branco peão · a3 branco peão · b3 branco peão · c3 branco peão · d3 branco peão · e3 branco peão · f3 branco peão · g3 branco peão · h3 branco peão · a2 branco peão · b2 branco peão · c2 branco peão · d2 branco peão · e2 branco peão · f2 branco peão · g2 branco peão · h2 branco peão · a1 branco peão · b1 branco peão · c1 branco peão · d1 branco peão · e1 branco peão · f1 branco peão · g1 branco peão · h1 branco peão | a8 preto torre · b8 preto cavalo · c8 preto bispo · d8 preto rainha · e8 preto rei · f8 preto bispo · g8 preto cavalo · h8 preto torre · a7 preto peão · b7 preto peão · c7 preto peão · d7 preto peão · e7 preto peão · f7 preto peão · g7 preto peão · h7 preto peão · a4 branco peão · b4 branco peão · c4 branco peão · d4 branco peão · e4 branco peão · f4 branco peão · g4 branco peão · h4 branco peão · a3 branco peão · b3 branco peão · c3 branco peão · d3 branco peão · e3 branco peão · f3 branco peão · g3 branco peão · h3 branco peão · a2 branco peão · b2 branco peão · c2 branco peão · d2 branco peão · e2 branco peão · f2 branco peão · g2 branco peão · h2 branco peão · a1 branco peão · b1 branco peão · c1 branco peão · d1 branco peão · e1 branco peão · f1 branco peão · g1 branco peão · h1 branco peão | 2 |
| 1 | a8 preto torre · b8 preto cavalo · c8 preto bispo · d8 preto rainha · e8 preto rei · f8 preto bispo · g8 preto cavalo · h8 preto torre · a7 preto peão · b7 preto peão · c7 preto peão · d7 preto peão · e7 preto peão · f7 preto peão · g7 preto peão · h7 preto peão · a4 branco peão · b4 branco peão · c4 branco peão · d4 branco peão · e4 branco peão · f4 branco peão · g4 branco peão · h4 branco peão · a3 branco peão · b3 branco peão · c3 branco peão · d3 branco peão · e3 branco peão · f3 branco peão · g3 branco peão · h3 branco peão · a2 branco peão · b2 branco peão · c2 branco peão · d2 branco peão · e2 branco peão · f2 branco peão · g2 branco peão · h2 branco peão · a1 branco peão · b1 branco peão · c1 branco peão · d1 branco peão · e1 branco peão · f1 branco peão · g1 branco peão · h1 branco peão | a8 preto torre · b8 preto cavalo · c8 preto bispo · d8 preto rainha · e8 preto rei · f8 preto bispo · g8 preto cavalo · h8 preto torre · a7 preto peão · b7 preto peão · c7 preto peão · d7 preto peão · e7 preto peão · f7 preto peão · g7 preto peão · h7 preto peão · a4 branco peão · b4 branco peão · c4 branco peão · d4 branco peão · e4 branco peão · f4 branco peão · g4 branco peão · h4 branco peão · a3 branco peão · b3 branco peão · c3 branco peão · d3 branco peão · e3 branco peão · f3 branco peão · g3 branco peão · h3 branco peão · a2 branco peão · b2 branco peão · c2 branco peão · d2 branco peão · e2 branco peão · f2 branco peão · g2 branco peão · h2 branco peão · a1 branco peão · b1 branco peão · c1 branco peão · d1 branco peão · e1 branco peão · f1 branco peão · g1 branco peão · h1 branco peão | a8 preto torre · b8 preto cavalo · c8 preto bispo · d8 preto rainha · e8 preto rei · f8 preto bispo · g8 preto cavalo · h8 preto torre · a7 preto peão · b7 preto peão · c7 preto peão · d7 preto peão · e7 preto peão · f7 preto peão · g7 preto peão · h7 preto peão · a4 branco peão · b4 branco peão · c4 branco peão · d4 branco peão · e4 branco peão · f4 branco peão · g4 branco peão · h4 branco peão · a3 branco peão · b3 branco peão · c3 branco peão · d3 branco peão · e3 branco peão · f3 branco peão · g3 branco peão · h3 branco peão · a2 branco peão · b2 branco peão · c2 branco peão · d2 branco peão · e2 branco peão · f2 branco peão · g2 branco peão · h2 branco peão · a1 branco peão · b1 branco peão · c1 branco peão · d1 branco peão · e1 branco peão · f1 branco peão · g1 branco peão · h1 branco peão | a8 preto torre · b8 preto cavalo · c8 preto bispo · d8 preto rainha · e8 preto rei · f8 preto bispo · g8 preto cavalo · h8 preto torre · a7 preto peão · b7 preto peão · c7 preto peão · d7 preto peão · e7 preto peão · f7 preto peão · g7 preto peão · h7 preto peão · a4 branco peão · b4 branco peão · c4 branco peão · d4 branco peão · e4 branco peão · f4 branco peão · g4 branco peão · h4 branco peão · a3 branco peão · b3 branco peão · c3 branco peão · d3 branco peão · e3 branco peão · f3 branco peão · g3 branco peão · h3 branco peão · a2 branco peão · b2 branco peão · c2 branco peão · d2 branco peão · e2 branco peão · f2 branco peão · g2 branco peão · h2 branco peão · a1 branco peão · b1 branco peão · c1 branco peão · d1 branco peão · e1 branco peão · f1 branco peão · g1 branco peão · h1 branco peão | a8 preto torre · b8 preto cavalo · c8 preto bispo · d8 preto rainha · e8 preto rei · f8 preto bispo · g8 preto cavalo · h8 preto torre · a7 preto peão · b7 preto peão · c7 preto peão · d7 preto peão · e7 preto peão · f7 preto peão · g7 preto peão · h7 preto peão · a4 branco peão · b4 branco peão · c4 branco peão · d4 branco peão · e4 branco peão · f4 branco peão · g4 branco peão · h4 branco peão · a3 branco peão · b3 branco peão · c3 branco peão · d3 branco peão · e3 branco peão · f3 branco peão · g3 branco peão · h3 branco peão · a2 branco peão · b2 branco peão · c2 branco peão · d2 branco peão · e2 branco peão · f2 branco peão · g2 branco peão · h2 branco peão · a1 branco peão · b1 branco peão · c1 branco peão · d1 branco peão · e1 branco peão · f1 branco peão · g1 branco peão · h1 branco peão | a8 preto torre · b8 preto cavalo · c8 preto bispo · d8 preto rainha · e8 preto rei · f8 preto bispo · g8 preto cavalo · h8 preto torre · a7 preto peão · b7 preto peão · c7 preto peão · d7 preto peão · e7 preto peão · f7 preto peão · g7 preto peão · h7 preto peão · a4 branco peão · b4 branco peão · c4 branco peão · d4 branco peão · e4 branco peão · f4 branco peão · g4 branco peão · h4 branco peão · a3 branco peão · b3 branco peão · c3 branco peão · d3 branco peão · e3 branco peão · f3 branco peão · g3 branco peão · h3 branco peão · a2 branco peão · b2 branco peão · c2 branco peão · d2 branco peão · e2 branco peão · f2 branco peão · g2 branco peão · h2 branco peão · a1 branco peão · b1 branco peão · c1 branco peão · d1 branco peão · e1 branco peão · f1 branco peão · g1 branco peão · h1 branco peão | a8 preto torre · b8 preto cavalo · c8 preto bispo · d8 preto rainha · e8 preto rei · f8 preto bispo · g8 preto cavalo · h8 preto torre · a7 preto peão · b7 preto peão · c7 preto peão · d7 preto peão · e7 preto peão · f7 preto peão · g7 preto peão · h7 preto peão · a4 branco peão · b4 branco peão · c4 branco peão · d4 branco peão · e4 branco peão · f4 branco peão · g4 branco peão · h4 branco peão · a3 branco peão · b3 branco peão · c3 branco peão · d3 branco peão · e3 branco peão · f3 branco peão · g3 branco peão · h3 branco peão · a2 branco peão · b2 branco peão · c2 branco peão · d2 branco peão · e2 branco peão · f2 branco peão · g2 branco peão · h2 branco peão · a1 branco peão · b1 branco peão · c1 branco peão · d1 branco peão · e1 branco peão · f1 branco peão · g1 branco peão · h1 branco peão | a8 preto torre · b8 preto cavalo · c8 preto bispo · d8 preto rainha · e8 preto rei · f8 preto bispo · g8 preto cavalo · h8 preto torre · a7 preto peão · b7 preto peão · c7 preto peão · d7 preto peão · e7 preto peão · f7 preto peão · g7 preto peão · h7 preto peão · a4 branco peão · b4 branco peão · c4 branco peão · d4 branco peão · e4 branco peão · f4 branco peão · g4 branco peão · h4 branco peão · a3 branco peão · b3 branco peão · c3 branco peão · d3 branco peão · e3 branco peão · f3 branco peão · g3 branco peão · h3 branco peão · a2 branco peão · b2 branco peão · c2 branco peão · d2 branco peão · e2 branco peão · f2 branco peão · g2 branco peão · h2 branco peão · a1 branco peão · b1 branco peão · c1 branco peão · d1 branco peão · e1 branco peão · f1 branco peão · g1 branco peão · h1 branco peão | 1 |
|   | a | b | c | d | e | f | g | h |   |

O Xadrez de Dunsany, também conhecido como Xadrez Horda ou Jogo de Dunsany, é uma variante do xadrez assimétrica onde um lado tem as peças convencionais e o outro lado tem 32 peões. Ao contrário de muitas outras variantes, esta versão não tem nenhuma peça não-convencional do jogo, como por exemplo o chanceler do Xadrez de Capablanca. O jogo foi inventado pelo Lord Dunsany em 1942.

## Regras
Objetivo do jogo:
- O lado com as peças convencionais vence ao capturar os 32 peões adverários antes destes acaberem com seus movimentos legais.
- O lado com 32 peões vence ao aplicar o Xeque-mate no Rei adversário. Esta tarefa fica muito mais fácil quando estes conseguem promover um peão à Dama
- O lado com 32 peões pode também empatar, o que é tão bom quanto vencer, quando não tiverem mais movimentos legais disponíveis.

## Variação
|   | a | b | c | d | e | f | g | h |   |
| 8 | a8 preto peão · b8 preto peão · c8 preto peão · f8 preto peão · g8 preto peão · h8 preto peão · a7 preto peão · b7 preto peão · c7 preto peão · d7 preto peão · e7 preto peão · f7 preto peão · g7 preto peão · h7 preto peão · a6 preto peão · b6 preto peão · c6 preto peão · d6 preto peão · e6 preto peão · f6 preto peão · g6 preto peão · h6 preto peão · a5 preto peão · b5 preto peão · c5 preto peão · d5 preto peão · e5 preto peão · f5 preto peão · g5 preto peão · h5 preto peão · d4 preto peão · e4 preto peão · a2 branco peão · b2 branco peão · c2 branco peão · d2 branco peão · e2 branco peão · f2 branco peão · g2 branco peão · h2 branco peão · a1 branco torre · b1 branco cavalo · c1 branco bispo · d1 branco rainha · e1 branco rei · f1 branco bispo · g1 branco cavalo · h1 branco torre | a8 preto peão · b8 preto peão · c8 preto peão · f8 preto peão · g8 preto peão · h8 preto peão · a7 preto peão · b7 preto peão · c7 preto peão · d7 preto peão · e7 preto peão · f7 preto peão · g7 preto peão · h7 preto peão · a6 preto peão · b6 preto peão · c6 preto peão · d6 preto peão · e6 preto peão · f6 preto peão · g6 preto peão · h6 preto peão · a5 preto peão · b5 preto peão · c5 preto peão · d5 preto peão · e5 preto peão · f5 preto peão · g5 preto peão · h5 preto peão · d4 preto peão · e4 preto peão · a2 branco peão · b2 branco peão · c2 branco peão · d2 branco peão · e2 branco peão · f2 branco peão · g2 branco peão · h2 branco peão · a1 branco torre · b1 branco cavalo · c1 branco bispo · d1 branco rainha · e1 branco rei · f1 branco bispo · g1 branco cavalo · h1 branco torre | a8 preto peão · b8 preto peão · c8 preto peão · f8 preto peão · g8 preto peão · h8 preto peão · a7 preto peão · b7 preto peão · c7 preto peão · d7 preto peão · e7 preto peão · f7 preto peão · g7 preto peão · h7 preto peão · a6 preto peão · b6 preto peão · c6 preto peão · d6 preto peão · e6 preto peão · f6 preto peão · g6 preto peão · h6 preto peão · a5 preto peão · b5 preto peão · c5 preto peão · d5 preto peão · e5 preto peão · f5 preto peão · g5 preto peão · h5 preto peão · d4 preto peão · e4 preto peão · a2 branco peão · b2 branco peão · c2 branco peão · d2 branco peão · e2 branco peão · f2 branco peão · g2 branco peão · h2 branco peão · a1 branco torre · b1 branco cavalo · c1 branco bispo · d1 branco rainha · e1 branco rei · f1 branco bispo · g1 branco cavalo · h1 branco torre | a8 preto peão · b8 preto peão · c8 preto peão · f8 preto peão · g8 preto peão · h8 preto peão · a7 preto peão · b7 preto peão · c7 preto peão · d7 preto peão · e7 preto peão · f7 preto peão · g7 preto peão · h7 preto peão · a6 preto peão · b6 preto peão · c6 preto peão · d6 preto peão · e6 preto peão · f6 preto peão · g6 preto peão · h6 preto peão · a5 preto peão · b5 preto peão · c5 preto peão · d5 preto peão · e5 preto peão · f5 preto peão · g5 preto peão · h5 preto peão · d4 preto peão · e4 preto peão · a2 branco peão · b2 branco peão · c2 branco peão · d2 branco peão · e2 branco peão · f2 branco peão · g2 branco peão · h2 branco peão · a1 branco torre · b1 branco cavalo · c1 branco bispo · d1 branco rainha · e1 branco rei · f1 branco bispo · g1 branco cavalo · h1 branco torre | a8 preto peão · b8 preto peão · c8 preto peão · f8 preto peão · g8 preto peão · h8 preto peão · a7 preto peão · b7 preto peão · c7 preto peão · d7 preto peão · e7 preto peão · f7 preto peão · g7 preto peão · h7 preto peão · a6 preto peão · b6 preto peão · c6 preto peão · d6 preto peão · e6 preto peão · f6 preto peão · g6 preto peão · h6 preto peão · a5 preto peão · b5 preto peão · c5 preto peão · d5 preto peão · e5 preto peão · f5 preto peão · g5 preto peão · h5 preto peão · d4 preto peão · e4 preto peão · a2 branco peão · b2 branco peão · c2 branco peão · d2 branco peão · e2 branco peão · f2 branco peão · g2 branco peão · h2 branco peão · a1 branco torre · b1 branco cavalo · c1 branco bispo · d1 branco rainha · e1 branco rei · f1 branco bispo · g1 branco cavalo · h1 branco torre | a8 preto peão · b8 preto peão · c8 preto peão · f8 preto peão · g8 preto peão · h8 preto peão · a7 preto peão · b7 preto peão · c7 preto peão · d7 preto peão · e7 preto peão · f7 preto peão · g7 preto peão · h7 preto peão · a6 preto peão · b6 preto peão · c6 preto peão · d6 preto peão · e6 preto peão · f6 preto peão · g6 preto peão · h6 preto peão · a5 preto peão · b5 preto peão · c5 preto peão · d5 preto peão · e5 preto peão · f5 preto peão · g5 preto peão · h5 preto peão · d4 preto peão · e4 preto peão · a2 branco peão · b2 branco peão · c2 branco peão · d2 branco peão · e2 branco peão · f2 branco peão · g2 branco peão · h2 branco peão · a1 branco torre · b1 branco cavalo · c1 branco bispo · d1 branco rainha · e1 branco rei · f1 branco bispo · g1 branco cavalo · h1 branco torre | a8 preto peão · b8 preto peão · c8 preto peão · f8 preto peão · g8 preto peão · h8 preto peão · a7 preto peão · b7 preto peão · c7 preto peão · d7 preto peão · e7 preto peão · f7 preto peão · g7 preto peão · h7 preto peão · a6 preto peão · b6 preto peão · c6 preto peão · d6 preto peão · e6 preto peão · f6 preto peão · g6 preto peão · h6 preto peão · a5 preto peão · b5 preto peão · c5 preto peão · d5 preto peão · e5 preto peão · f5 preto peão · g5 preto peão · h5 preto peão · d4 preto peão · e4 preto peão · a2 branco peão · b2 branco peão · c2 branco peão · d2 branco peão · e2 branco peão · f2 branco peão · g2 branco peão · h2 branco peão · a1 branco torre · b1 branco cavalo · c1 branco bispo · d1 branco rainha · e1 branco rei · f1 branco bispo · g1 branco cavalo · h1 branco torre | a8 preto peão · b8 preto peão · c8 preto peão · f8 preto peão · g8 preto peão · h8 preto peão · a7 preto peão · b7 preto peão · c7 preto peão · d7 preto peão · e7 preto peão · f7 preto peão · g7 preto peão · h7 preto peão · a6 preto peão · b6 preto peão · c6 preto peão · d6 preto peão · e6 preto peão · f6 preto peão · g6 preto peão · h6 preto peão · a5 preto peão · b5 preto peão · c5 preto peão · d5 preto peão · e5 preto peão · f5 preto peão · g5 preto peão · h5 preto peão · d4 preto peão · e4 preto peão · a2 branco peão · b2 branco peão · c2 branco peão · d2 branco peão · e2 branco peão · f2 branco peão · g2 branco peão · h2 branco peão · a1 branco torre · b1 branco cavalo · c1 branco bispo · d1 branco rainha · e1 branco rei · f1 branco bispo · g1 branco cavalo · h1 branco torre | 8 |
| 7 | a8 preto peão · b8 preto peão · c8 preto peão · f8 preto peão · g8 preto peão · h8 preto peão · a7 preto peão · b7 preto peão · c7 preto peão · d7 preto peão · e7 preto peão · f7 preto peão · g7 preto peão · h7 preto peão · a6 preto peão · b6 preto peão · c6 preto peão · d6 preto peão · e6 preto peão · f6 preto peão · g6 preto peão · h6 preto peão · a5 preto peão · b5 preto peão · c5 preto peão · d5 preto peão · e5 preto peão · f5 preto peão · g5 preto peão · h5 preto peão · d4 preto peão · e4 preto peão · a2 branco peão · b2 branco peão · c2 branco peão · d2 branco peão · e2 branco peão · f2 branco peão · g2 branco peão · h2 branco peão · a1 branco torre · b1 branco cavalo · c1 branco bispo · d1 branco rainha · e1 branco rei · f1 branco bispo · g1 branco cavalo · h1 branco torre | a8 preto peão · b8 preto peão · c8 preto peão · f8 preto peão · g8 preto peão · h8 preto peão · a7 preto peão · b7 preto peão · c7 preto peão · d7 preto peão · e7 preto peão · f7 preto peão · g7 preto peão · h7 preto peão · a6 preto peão · b6 preto peão · c6 preto peão · d6 preto peão · e6 preto peão · f6 preto peão · g6 preto peão · h6 preto peão · a5 preto peão · b5 preto peão · c5 preto peão · d5 preto peão · e5 preto peão · f5 preto peão · g5 preto peão · h5 preto peão · d4 preto peão · e4 preto peão · a2 branco peão · b2 branco peão · c2 branco peão · d2 branco peão · e2 branco peão · f2 branco peão · g2 branco peão · h2 branco peão · a1 branco torre · b1 branco cavalo · c1 branco bispo · d1 branco rainha · e1 branco rei · f1 branco bispo · g1 branco cavalo · h1 branco torre | a8 preto peão · b8 preto peão · c8 preto peão · f8 preto peão · g8 preto peão · h8 preto peão · a7 preto peão · b7 preto peão · c7 preto peão · d7 preto peão · e7 preto peão · f7 preto peão · g7 preto peão · h7 preto peão · a6 preto peão · b6 preto peão · c6 preto peão · d6 preto peão · e6 preto peão · f6 preto peão · g6 preto peão · h6 preto peão · a5 preto peão · b5 preto peão · c5 preto peão · d5 preto peão · e5 preto peão · f5 preto peão · g5 preto peão · h5 preto peão · d4 preto peão · e4 preto peão · a2 branco peão · b2 branco peão · c2 branco peão · d2 branco peão · e2 branco peão · f2 branco peão · g2 branco peão · h2 branco peão · a1 branco torre · b1 branco cavalo · c1 branco bispo · d1 branco rainha · e1 branco rei · f1 branco bispo · g1 branco cavalo · h1 branco torre | a8 preto peão · b8 preto peão · c8 preto peão · f8 preto peão · g8 preto peão · h8 preto peão · a7 preto peão · b7 preto peão · c7 preto peão · d7 preto peão · e7 preto peão · f7 preto peão · g7 preto peão · h7 preto peão · a6 preto peão · b6 preto peão · c6 preto peão · d6 preto peão · e6 preto peão · f6 preto peão · g6 preto peão · h6 preto peão · a5 preto peão · b5 preto peão · c5 preto peão · d5 preto peão · e5 preto peão · f5 preto peão · g5 preto peão · h5 preto peão · d4 preto peão · e4 preto peão · a2 branco peão · b2 branco peão · c2 branco peão · d2 branco peão · e2 branco peão · f2 branco peão · g2 branco peão · h2 branco peão · a1 branco torre · b1 branco cavalo · c1 branco bispo · d1 branco rainha · e1 branco rei · f1 branco bispo · g1 branco cavalo · h1 branco torre | a8 preto peão · b8 preto peão · c8 preto peão · f8 preto peão · g8 preto peão · h8 preto peão · a7 preto peão · b7 preto peão · c7 preto peão · d7 preto peão · e7 preto peão · f7 preto peão · g7 preto peão · h7 preto peão · a6 preto peão · b6 preto peão · c6 preto peão · d6 preto peão · e6 preto peão · f6 preto peão · g6 preto peão · h6 preto peão · a5 preto peão · b5 preto peão · c5 preto peão · d5 preto peão · e5 preto peão · f5 preto peão · g5 preto peão · h5 preto peão · d4 preto peão · e4 preto peão · a2 branco peão · b2 branco peão · c2 branco peão · d2 branco peão · e2 branco peão · f2 branco peão · g2 branco peão · h2 branco peão · a1 branco torre · b1 branco cavalo · c1 branco bispo · d1 branco rainha · e1 branco rei · f1 branco bispo · g1 branco cavalo · h1 branco torre | a8 preto peão · b8 preto peão · c8 preto peão · f8 preto peão · g8 preto peão · h8 preto peão · a7 preto peão · b7 preto peão · c7 preto peão · d7 preto peão · e7 preto peão · f7 preto peão · g7 preto peão · h7 preto peão · a6 preto peão · b6 preto peão · c6 preto peão · d6 preto peão · e6 preto peão · f6 preto peão · g6 preto peão · h6 preto peão · a5 preto peão · b5 preto peão · c5 preto peão · d5 preto peão · e5 preto peão · f5 preto peão · g5 preto peão · h5 preto peão · d4 preto peão · e4 preto peão · a2 branco peão · b2 branco peão · c2 branco peão · d2 branco peão · e2 branco peão · f2 branco peão · g2 branco peão · h2 branco peão · a1 branco torre · b1 branco cavalo · c1 branco bispo · d1 branco rainha · e1 branco rei · f1 branco bispo · g1 branco cavalo · h1 branco torre | a8 preto peão · b8 preto peão · c8 preto peão · f8 preto peão · g8 preto peão · h8 preto peão · a7 preto peão · b7 preto peão · c7 preto peão · d7 preto peão · e7 preto peão · f7 preto peão · g7 preto peão · h7 preto peão · a6 preto peão · b6 preto peão · c6 preto peão · d6 preto peão · e6 preto peão · f6 preto peão · g6 preto peão · h6 preto peão · a5 preto peão · b5 preto peão · c5 preto peão · d5 preto peão · e5 preto peão · f5 preto peão · g5 preto peão · h5 preto peão · d4 preto peão · e4 preto peão · a2 branco peão · b2 branco peão · c2 branco peão · d2 branco peão · e2 branco peão · f2 branco peão · g2 branco peão · h2 branco peão · a1 branco torre · b1 branco cavalo · c1 branco bispo · d1 branco rainha · e1 branco rei · f1 branco bispo · g1 branco cavalo · h1 branco torre | a8 preto peão · b8 preto peão · c8 preto peão · f8 preto peão · g8 preto peão · h8 preto peão · a7 preto peão · b7 preto peão · c7 preto peão · d7 preto peão · e7 preto peão · f7 preto peão · g7 preto peão · h7 preto peão · a6 preto peão · b6 preto peão · c6 preto peão · d6 preto peão · e6 preto peão · f6 preto peão · g6 preto peão · h6 preto peão · a5 preto peão · b5 preto peão · c5 preto peão · d5 preto peão · e5 preto peão · f5 preto peão · g5 preto peão · h5 preto peão · d4 preto peão · e4 preto peão · a2 branco peão · b2 branco peão · c2 branco peão · d2 branco peão · e2 branco peão · f2 branco peão · g2 branco peão · h2 branco peão · a1 branco torre · b1 branco cavalo · c1 branco bispo · d1 branco rainha · e1 branco rei · f1 branco bispo · g1 branco cavalo · h1 branco torre | 7 |
| 6 | a8 preto peão · b8 preto peão · c8 preto peão · f8 preto peão · g8 preto peão · h8 preto peão · a7 preto peão · b7 preto peão · c7 preto peão · d7 preto peão · e7 preto peão · f7 preto peão · g7 preto peão · h7 preto peão · a6 preto peão · b6 preto peão · c6 preto peão · d6 preto peão · e6 preto peão · f6 preto peão · g6 preto peão · h6 preto peão · a5 preto peão · b5 preto peão · c5 preto peão · d5 preto peão · e5 preto peão · f5 preto peão · g5 preto peão · h5 preto peão · d4 preto peão · e4 preto peão · a2 branco peão · b2 branco peão · c2 branco peão · d2 branco peão · e2 branco peão · f2 branco peão · g2 branco peão · h2 branco peão · a1 branco torre · b1 branco cavalo · c1 branco bispo · d1 branco rainha · e1 branco rei · f1 branco bispo · g1 branco cavalo · h1 branco torre | a8 preto peão · b8 preto peão · c8 preto peão · f8 preto peão · g8 preto peão · h8 preto peão · a7 preto peão · b7 preto peão · c7 preto peão · d7 preto peão · e7 preto peão · f7 preto peão · g7 preto peão · h7 preto peão · a6 preto peão · b6 preto peão · c6 preto peão · d6 preto peão · e6 preto peão · f6 preto peão · g6 preto peão · h6 preto peão · a5 preto peão · b5 preto peão · c5 preto peão · d5 preto peão · e5 preto peão · f5 preto peão · g5 preto peão · h5 preto peão · d4 preto peão · e4 preto peão · a2 branco peão · b2 branco peão · c2 branco peão · d2 branco peão · e2 branco peão · f2 branco peão · g2 branco peão · h2 branco peão · a1 branco torre · b1 branco cavalo · c1 branco bispo · d1 branco rainha · e1 branco rei · f1 branco bispo · g1 branco cavalo · h1 branco torre | a8 preto peão · b8 preto peão · c8 preto peão · f8 preto peão · g8 preto peão · h8 preto peão · a7 preto peão · b7 preto peão · c7 preto peão · d7 preto peão · e7 preto peão · f7 preto peão · g7 preto peão · h7 preto peão · a6 preto peão · b6 preto peão · c6 preto peão · d6 preto peão · e6 preto peão · f6 preto peão · g6 preto peão · h6 preto peão · a5 preto peão · b5 preto peão · c5 preto peão · d5 preto peão · e5 preto peão · f5 preto peão · g5 preto peão · h5 preto peão · d4 preto peão · e4 preto peão · a2 branco peão · b2 branco peão · c2 branco peão · d2 branco peão · e2 branco peão · f2 branco peão · g2 branco peão · h2 branco peão · a1 branco torre · b1 branco cavalo · c1 branco bispo · d1 branco rainha · e1 branco rei · f1 branco bispo · g1 branco cavalo · h1 branco torre | a8 preto peão · b8 preto peão · c8 preto peão · f8 preto peão · g8 preto peão · h8 preto peão · a7 preto peão · b7 preto peão · c7 preto peão · d7 preto peão · e7 preto peão · f7 preto peão · g7 preto peão · h7 preto peão · a6 preto peão · b6 preto peão · c6 preto peão · d6 preto peão · e6 preto peão · f6 preto peão · g6 preto peão · h6 preto peão · a5 preto peão · b5 preto peão · c5 preto peão · d5 preto peão · e5 preto peão · f5 preto peão · g5 preto peão · h5 preto peão · d4 preto peão · e4 preto peão · a2 branco peão · b2 branco peão · c2 branco peão · d2 branco peão · e2 branco peão · f2 branco peão · g2 branco peão · h2 branco peão · a1 branco torre · b1 branco cavalo · c1 branco bispo · d1 branco rainha · e1 branco rei · f1 branco bispo · g1 branco cavalo · h1 branco torre | a8 preto peão · b8 preto peão · c8 preto peão · f8 preto peão · g8 preto peão · h8 preto peão · a7 preto peão · b7 preto peão · c7 preto peão · d7 preto peão · e7 preto peão · f7 preto peão · g7 preto peão · h7 preto peão · a6 preto peão · b6 preto peão · c6 preto peão · d6 preto peão · e6 preto peão · f6 preto peão · g6 preto peão · h6 preto peão · a5 preto peão · b5 preto peão · c5 preto peão · d5 preto peão · e5 preto peão · f5 preto peão · g5 preto peão · h5 preto peão · d4 preto peão · e4 preto peão · a2 branco peão · b2 branco peão · c2 branco peão · d2 branco peão · e2 branco peão · f2 branco peão · g2 branco peão · h2 branco peão · a1 branco torre · b1 branco cavalo · c1 branco bispo · d1 branco rainha · e1 branco rei · f1 branco bispo · g1 branco cavalo · h1 branco torre | a8 preto peão · b8 preto peão · c8 preto peão · f8 preto peão · g8 preto peão · h8 preto peão · a7 preto peão · b7 preto peão · c7 preto peão · d7 preto peão · e7 preto peão · f7 preto peão · g7 preto peão · h7 preto peão · a6 preto peão · b6 preto peão · c6 preto peão · d6 preto peão · e6 preto peão · f6 preto peão · g6 preto peão · h6 preto peão · a5 preto peão · b5 preto peão · c5 preto peão · d5 preto peão · e5 preto peão · f5 preto peão · g5 preto peão · h5 preto peão · d4 preto peão · e4 preto peão · a2 branco peão · b2 branco peão · c2 branco peão · d2 branco peão · e2 branco peão · f2 branco peão · g2 branco peão · h2 branco peão · a1 branco torre · b1 branco cavalo · c1 branco bispo · d1 branco rainha · e1 branco rei · f1 branco bispo · g1 branco cavalo · h1 branco torre | a8 preto peão · b8 preto peão · c8 preto peão · f8 preto peão · g8 preto peão · h8 preto peão · a7 preto peão · b7 preto peão · c7 preto peão · d7 preto peão · e7 preto peão · f7 preto peão · g7 preto peão · h7 preto peão · a6 preto peão · b6 preto peão · c6 preto peão · d6 preto peão · e6 preto peão · f6 preto peão · g6 preto peão · h6 preto peão · a5 preto peão · b5 preto peão · c5 preto peão · d5 preto peão · e5 preto peão · f5 preto peão · g5 preto peão · h5 preto peão · d4 preto peão · e4 preto peão · a2 branco peão · b2 branco peão · c2 branco peão · d2 branco peão · e2 branco peão · f2 branco peão · g2 branco peão · h2 branco peão · a1 branco torre · b1 branco cavalo · c1 branco bispo · d1 branco rainha · e1 branco rei · f1 branco bispo · g1 branco cavalo · h1 branco torre | a8 preto peão · b8 preto peão · c8 preto peão · f8 preto peão · g8 preto peão · h8 preto peão · a7 preto peão · b7 preto peão · c7 preto peão · d7 preto peão · e7 preto peão · f7 preto peão · g7 preto peão · h7 preto peão · a6 preto peão · b6 preto peão · c6 preto peão · d6 preto peão · e6 preto peão · f6 preto peão · g6 preto peão · h6 preto peão · a5 preto peão · b5 preto peão · c5 preto peão · d5 preto peão · e5 preto peão · f5 preto peão · g5 preto peão · h5 preto peão · d4 preto peão · e4 preto peão · a2 branco peão · b2 branco peão · c2 branco peão · d2 branco peão · e2 branco peão · f2 branco peão · g2 branco peão · h2 branco peão · a1 branco torre · b1 branco cavalo · c1 branco bispo · d1 branco rainha · e1 branco rei · f1 branco bispo · g1 branco cavalo · h1 branco torre | 6 |
| 5 | a8 preto peão · b8 preto peão · c8 preto peão · f8 preto peão · g8 preto peão · h8 preto peão · a7 preto peão · b7 preto peão · c7 preto peão · d7 preto peão · e7 preto peão · f7 preto peão · g7 preto peão · h7 preto peão · a6 preto peão · b6 preto peão · c6 preto peão · d6 preto peão · e6 preto peão · f6 preto peão · g6 preto peão · h6 preto peão · a5 preto peão · b5 preto peão · c5 preto peão · d5 preto peão · e5 preto peão · f5 preto peão · g5 preto peão · h5 preto peão · d4 preto peão · e4 preto peão · a2 branco peão · b2 branco peão · c2 branco peão · d2 branco peão · e2 branco peão · f2 branco peão · g2 branco peão · h2 branco peão · a1 branco torre · b1 branco cavalo · c1 branco bispo · d1 branco rainha · e1 branco rei · f1 branco bispo · g1 branco cavalo · h1 branco torre | a8 preto peão · b8 preto peão · c8 preto peão · f8 preto peão · g8 preto peão · h8 preto peão · a7 preto peão · b7 preto peão · c7 preto peão · d7 preto peão · e7 preto peão · f7 preto peão · g7 preto peão · h7 preto peão · a6 preto peão · b6 preto peão · c6 preto peão · d6 preto peão · e6 preto peão · f6 preto peão · g6 preto peão · h6 preto peão · a5 preto peão · b5 preto peão · c5 preto peão · d5 preto peão · e5 preto peão · f5 preto peão · g5 preto peão · h5 preto peão · d4 preto peão · e4 preto peão · a2 branco peão · b2 branco peão · c2 branco peão · d2 branco peão · e2 branco peão · f2 branco peão · g2 branco peão · h2 branco peão · a1 branco torre · b1 branco cavalo · c1 branco bispo · d1 branco rainha · e1 branco rei · f1 branco bispo · g1 branco cavalo · h1 branco torre | a8 preto peão · b8 preto peão · c8 preto peão · f8 preto peão · g8 preto peão · h8 preto peão · a7 preto peão · b7 preto peão · c7 preto peão · d7 preto peão · e7 preto peão · f7 preto peão · g7 preto peão · h7 preto peão · a6 preto peão · b6 preto peão · c6 preto peão · d6 preto peão · e6 preto peão · f6 preto peão · g6 preto peão · h6 preto peão · a5 preto peão · b5 preto peão · c5 preto peão · d5 preto peão · e5 preto peão · f5 preto peão · g5 preto peão · h5 preto peão · d4 preto peão · e4 preto peão · a2 branco peão · b2 branco peão · c2 branco peão · d2 branco peão · e2 branco peão · f2 branco peão · g2 branco peão · h2 branco peão · a1 branco torre · b1 branco cavalo · c1 branco bispo · d1 branco rainha · e1 branco rei · f1 branco bispo · g1 branco cavalo · h1 branco torre | a8 preto peão · b8 preto peão · c8 preto peão · f8 preto peão · g8 preto peão · h8 preto peão · a7 preto peão · b7 preto peão · c7 preto peão · d7 preto peão · e7 preto peão · f7 preto peão · g7 preto peão · h7 preto peão · a6 preto peão · b6 preto peão · c6 preto peão · d6 preto peão · e6 preto peão · f6 preto peão · g6 preto peão · h6 preto peão · a5 preto peão · b5 preto peão · c5 preto peão · d5 preto peão · e5 preto peão · f5 preto peão · g5 preto peão · h5 preto peão · d4 preto peão · e4 preto peão · a2 branco peão · b2 branco peão · c2 branco peão · d2 branco peão · e2 branco peão · f2 branco peão · g2 branco peão · h2 branco peão · a1 branco torre · b1 branco cavalo · c1 branco bispo · d1 branco rainha · e1 branco rei · f1 branco bispo · g1 branco cavalo · h1 branco torre | a8 preto peão · b8 preto peão · c8 preto peão · f8 preto peão · g8 preto peão · h8 preto peão · a7 preto peão · b7 preto peão · c7 preto peão · d7 preto peão · e7 preto peão · f7 preto peão · g7 preto peão · h7 preto peão · a6 preto peão · b6 preto peão · c6 preto peão · d6 preto peão · e6 preto peão · f6 preto peão · g6 preto peão · h6 preto peão · a5 preto peão · b5 preto peão · c5 preto peão · d5 preto peão · e5 preto peão · f5 preto peão · g5 preto peão · h5 preto peão · d4 preto peão · e4 preto peão · a2 branco peão · b2 branco peão · c2 branco peão · d2 branco peão · e2 branco peão · f2 branco peão · g2 branco peão · h2 branco peão · a1 branco torre · b1 branco cavalo · c1 branco bispo · d1 branco rainha · e1 branco rei · f1 branco bispo · g1 branco cavalo · h1 branco torre | a8 preto peão · b8 preto peão · c8 preto peão · f8 preto peão · g8 preto peão · h8 preto peão · a7 preto peão · b7 preto peão · c7 preto peão · d7 preto peão · e7 preto peão · f7 preto peão · g7 preto peão · h7 preto peão · a6 preto peão · b6 preto peão · c6 preto peão · d6 preto peão · e6 preto peão · f6 preto peão · g6 preto peão · h6 preto peão · a5 preto peão · b5 preto peão · c5 preto peão · d5 preto peão · e5 preto peão · f5 preto peão · g5 preto peão · h5 preto peão · d4 preto peão · e4 preto peão · a2 branco peão · b2 branco peão · c2 branco peão · d2 branco peão · e2 branco peão · f2 branco peão · g2 branco peão · h2 branco peão · a1 branco torre · b1 branco cavalo · c1 branco bispo · d1 branco rainha · e1 branco rei · f1 branco bispo · g1 branco cavalo · h1 branco torre | a8 preto peão · b8 preto peão · c8 preto peão · f8 preto peão · g8 preto peão · h8 preto peão · a7 preto peão · b7 preto peão · c7 preto peão · d7 preto peão · e7 preto peão · f7 preto peão · g7 preto peão · h7 preto peão · a6 preto peão · b6 preto peão · c6 preto peão · d6 preto peão · e6 preto peão · f6 preto peão · g6 preto peão · h6 preto peão · a5 preto peão · b5 preto peão · c5 preto peão · d5 preto peão · e5 preto peão · f5 preto peão · g5 preto peão · h5 preto peão · d4 preto peão · e4 preto peão · a2 branco peão · b2 branco peão · c2 branco peão · d2 branco peão · e2 branco peão · f2 branco peão · g2 branco peão · h2 branco peão · a1 branco torre · b1 branco cavalo · c1 branco bispo · d1 branco rainha · e1 branco rei · f1 branco bispo · g1 branco cavalo · h1 branco torre | a8 preto peão · b8 preto peão · c8 preto peão · f8 preto peão · g8 preto peão · h8 preto peão · a7 preto peão · b7 preto peão · c7 preto peão · d7 preto peão · e7 preto peão · f7 preto peão · g7 preto peão · h7 preto peão · a6 preto peão · b6 preto peão · c6 preto peão · d6 preto peão · e6 preto peão · f6 preto peão · g6 preto peão · h6 preto peão · a5 preto peão · b5 preto peão · c5 preto peão · d5 preto peão · e5 preto peão · f5 preto peão · g5 preto peão · h5 preto peão · d4 preto peão · e4 preto peão · a2 branco peão · b2 branco peão · c2 branco peão · d2 branco peão · e2 branco peão · f2 branco peão · g2 branco peão · h2 branco peão · a1 branco torre · b1 branco cavalo · c1 branco bispo · d1 branco rainha · e1 branco rei · f1 branco bispo · g1 branco cavalo · h1 branco torre | 5 |
| 4 | a8 preto peão · b8 preto peão · c8 preto peão · f8 preto peão · g8 preto peão · h8 preto peão · a7 preto peão · b7 preto peão · c7 preto peão · d7 preto peão · e7 preto peão · f7 preto peão · g7 preto peão · h7 preto peão · a6 preto peão · b6 preto peão · c6 preto peão · d6 preto peão · e6 preto peão · f6 preto peão · g6 preto peão · h6 preto peão · a5 preto peão · b5 preto peão · c5 preto peão · d5 preto peão · e5 preto peão · f5 preto peão · g5 preto peão · h5 preto peão · d4 preto peão · e4 preto peão · a2 branco peão · b2 branco peão · c2 branco peão · d2 branco peão · e2 branco peão · f2 branco peão · g2 branco peão · h2 branco peão · a1 branco torre · b1 branco cavalo · c1 branco bispo · d1 branco rainha · e1 branco rei · f1 branco bispo · g1 branco cavalo · h1 branco torre | a8 preto peão · b8 preto peão · c8 preto peão · f8 preto peão · g8 preto peão · h8 preto peão · a7 preto peão · b7 preto peão · c7 preto peão · d7 preto peão · e7 preto peão · f7 preto peão · g7 preto peão · h7 preto peão · a6 preto peão · b6 preto peão · c6 preto peão · d6 preto peão · e6 preto peão · f6 preto peão · g6 preto peão · h6 preto peão · a5 preto peão · b5 preto peão · c5 preto peão · d5 preto peão · e5 preto peão · f5 preto peão · g5 preto peão · h5 preto peão · d4 preto peão · e4 preto peão · a2 branco peão · b2 branco peão · c2 branco peão · d2 branco peão · e2 branco peão · f2 branco peão · g2 branco peão · h2 branco peão · a1 branco torre · b1 branco cavalo · c1 branco bispo · d1 branco rainha · e1 branco rei · f1 branco bispo · g1 branco cavalo · h1 branco torre | a8 preto peão · b8 preto peão · c8 preto peão · f8 preto peão · g8 preto peão · h8 preto peão · a7 preto peão · b7 preto peão · c7 preto peão · d7 preto peão · e7 preto peão · f7 preto peão · g7 preto peão · h7 preto peão · a6 preto peão · b6 preto peão · c6 preto peão · d6 preto peão · e6 preto peão · f6 preto peão · g6 preto peão · h6 preto peão · a5 preto peão · b5 preto peão · c5 preto peão · d5 preto peão · e5 preto peão · f5 preto peão · g5 preto peão · h5 preto peão · d4 preto peão · e4 preto peão · a2 branco peão · b2 branco peão · c2 branco peão · d2 branco peão · e2 branco peão · f2 branco peão · g2 branco peão · h2 branco peão · a1 branco torre · b1 branco cavalo · c1 branco bispo · d1 branco rainha · e1 branco rei · f1 branco bispo · g1 branco cavalo · h1 branco torre | a8 preto peão · b8 preto peão · c8 preto peão · f8 preto peão · g8 preto peão · h8 preto peão · a7 preto peão · b7 preto peão · c7 preto peão · d7 preto peão · e7 preto peão · f7 preto peão · g7 preto peão · h7 preto peão · a6 preto peão · b6 preto peão · c6 preto peão · d6 preto peão · e6 preto peão · f6 preto peão · g6 preto peão · h6 preto peão · a5 preto peão · b5 preto peão · c5 preto peão · d5 preto peão · e5 preto peão · f5 preto peão · g5 preto peão · h5 preto peão · d4 preto peão · e4 preto peão · a2 branco peão · b2 branco peão · c2 branco peão · d2 branco peão · e2 branco peão · f2 branco peão · g2 branco peão · h2 branco peão · a1 branco torre · b1 branco cavalo · c1 branco bispo · d1 branco rainha · e1 branco rei · f1 branco bispo · g1 branco cavalo · h1 branco torre | a8 preto peão · b8 preto peão · c8 preto peão · f8 preto peão · g8 preto peão · h8 preto peão · a7 preto peão · b7 preto peão · c7 preto peão · d7 preto peão · e7 preto peão · f7 preto peão · g7 preto peão · h7 preto peão · a6 preto peão · b6 preto peão · c6 preto peão · d6 preto peão · e6 preto peão · f6 preto peão · g6 preto peão · h6 preto peão · a5 preto peão · b5 preto peão · c5 preto peão · d5 preto peão · e5 preto peão · f5 preto peão · g5 preto peão · h5 preto peão · d4 preto peão · e4 preto peão · a2 branco peão · b2 branco peão · c2 branco peão · d2 branco peão · e2 branco peão · f2 branco peão · g2 branco peão · h2 branco peão · a1 branco torre · b1 branco cavalo · c1 branco bispo · d1 branco rainha · e1 branco rei · f1 branco bispo · g1 branco cavalo · h1 branco torre | a8 preto peão · b8 preto peão · c8 preto peão · f8 preto peão · g8 preto peão · h8 preto peão · a7 preto peão · b7 preto peão · c7 preto peão · d7 preto peão · e7 preto peão · f7 preto peão · g7 preto peão · h7 preto peão · a6 preto peão · b6 preto peão · c6 preto peão · d6 preto peão · e6 preto peão · f6 preto peão · g6 preto peão · h6 preto peão · a5 preto peão · b5 preto peão · c5 preto peão · d5 preto peão · e5 preto peão · f5 preto peão · g5 preto peão · h5 preto peão · d4 preto peão · e4 preto peão · a2 branco peão · b2 branco peão · c2 branco peão · d2 branco peão · e2 branco peão · f2 branco peão · g2 branco peão · h2 branco peão · a1 branco torre · b1 branco cavalo · c1 branco bispo · d1 branco rainha · e1 branco rei · f1 branco bispo · g1 branco cavalo · h1 branco torre | a8 preto peão · b8 preto peão · c8 preto peão · f8 preto peão · g8 preto peão · h8 preto peão · a7 preto peão · b7 preto peão · c7 preto peão · d7 preto peão · e7 preto peão · f7 preto peão · g7 preto peão · h7 preto peão · a6 preto peão · b6 preto peão · c6 preto peão · d6 preto peão · e6 preto peão · f6 preto peão · g6 preto peão · h6 preto peão · a5 preto peão · b5 preto peão · c5 preto peão · d5 preto peão · e5 preto peão · f5 preto peão · g5 preto peão · h5 preto peão · d4 preto peão · e4 preto peão · a2 branco peão · b2 branco peão · c2 branco peão · d2 branco peão · e2 branco peão · f2 branco peão · g2 branco peão · h2 branco peão · a1 branco torre · b1 branco cavalo · c1 branco bispo · d1 branco rainha · e1 branco rei · f1 branco bispo · g1 branco cavalo · h1 branco torre | a8 preto peão · b8 preto peão · c8 preto peão · f8 preto peão · g8 preto peão · h8 preto peão · a7 preto peão · b7 preto peão · c7 preto peão · d7 preto peão · e7 preto peão · f7 preto peão · g7 preto peão · h7 preto peão · a6 preto peão · b6 preto peão · c6 preto peão · d6 preto peão · e6 preto peão · f6 preto peão · g6 preto peão · h6 preto peão · a5 preto peão · b5 preto peão · c5 preto peão · d5 preto peão · e5 preto peão · f5 preto peão · g5 preto peão · h5 preto peão · d4 preto peão · e4 preto peão · a2 branco peão · b2 branco peão · c2 branco peão · d2 branco peão · e2 branco peão · f2 branco peão · g2 branco peão · h2 branco peão · a1 branco torre · b1 branco cavalo · c1 branco bispo · d1 branco rainha · e1 branco rei · f1 branco bispo · g1 branco cavalo · h1 branco torre | 4 |
| 3 | a8 preto peão · b8 preto peão · c8 preto peão · f8 preto peão · g8 preto peão · h8 preto peão · a7 preto peão · b7 preto peão · c7 preto peão · d7 preto peão · e7 preto peão · f7 preto peão · g7 preto peão · h7 preto peão · a6 preto peão · b6 preto peão · c6 preto peão · d6 preto peão · e6 preto peão · f6 preto peão · g6 preto peão · h6 preto peão · a5 preto peão · b5 preto peão · c5 preto peão · d5 preto peão · e5 preto peão · f5 preto peão · g5 preto peão · h5 preto peão · d4 preto peão · e4 preto peão · a2 branco peão · b2 branco peão · c2 branco peão · d2 branco peão · e2 branco peão · f2 branco peão · g2 branco peão · h2 branco peão · a1 branco torre · b1 branco cavalo · c1 branco bispo · d1 branco rainha · e1 branco rei · f1 branco bispo · g1 branco cavalo · h1 branco torre | a8 preto peão · b8 preto peão · c8 preto peão · f8 preto peão · g8 preto peão · h8 preto peão · a7 preto peão · b7 preto peão · c7 preto peão · d7 preto peão · e7 preto peão · f7 preto peão · g7 preto peão · h7 preto peão · a6 preto peão · b6 preto peão · c6 preto peão · d6 preto peão · e6 preto peão · f6 preto peão · g6 preto peão · h6 preto peão · a5 preto peão · b5 preto peão · c5 preto peão · d5 preto peão · e5 preto peão · f5 preto peão · g5 preto peão · h5 preto peão · d4 preto peão · e4 preto peão · a2 branco peão · b2 branco peão · c2 branco peão · d2 branco peão · e2 branco peão · f2 branco peão · g2 branco peão · h2 branco peão · a1 branco torre · b1 branco cavalo · c1 branco bispo · d1 branco rainha · e1 branco rei · f1 branco bispo · g1 branco cavalo · h1 branco torre | a8 preto peão · b8 preto peão · c8 preto peão · f8 preto peão · g8 preto peão · h8 preto peão · a7 preto peão · b7 preto peão · c7 preto peão · d7 preto peão · e7 preto peão · f7 preto peão · g7 preto peão · h7 preto peão · a6 preto peão · b6 preto peão · c6 preto peão · d6 preto peão · e6 preto peão · f6 preto peão · g6 preto peão · h6 preto peão · a5 preto peão · b5 preto peão · c5 preto peão · d5 preto peão · e5 preto peão · f5 preto peão · g5 preto peão · h5 preto peão · d4 preto peão · e4 preto peão · a2 branco peão · b2 branco peão · c2 branco peão · d2 branco peão · e2 branco peão · f2 branco peão · g2 branco peão · h2 branco peão · a1 branco torre · b1 branco cavalo · c1 branco bispo · d1 branco rainha · e1 branco rei · f1 branco bispo · g1 branco cavalo · h1 branco torre | a8 preto peão · b8 preto peão · c8 preto peão · f8 preto peão · g8 preto peão · h8 preto peão · a7 preto peão · b7 preto peão · c7 preto peão · d7 preto peão · e7 preto peão · f7 preto peão · g7 preto peão · h7 preto peão · a6 preto peão · b6 preto peão · c6 preto peão · d6 preto peão · e6 preto peão · f6 preto peão · g6 preto peão · h6 preto peão · a5 preto peão · b5 preto peão · c5 preto peão · d5 preto peão · e5 preto peão · f5 preto peão · g5 preto peão · h5 preto peão · d4 preto peão · e4 preto peão · a2 branco peão · b2 branco peão · c2 branco peão · d2 branco peão · e2 branco peão · f2 branco peão · g2 branco peão · h2 branco peão · a1 branco torre · b1 branco cavalo · c1 branco bispo · d1 branco rainha · e1 branco rei · f1 branco bispo · g1 branco cavalo · h1 branco torre | a8 preto peão · b8 preto peão · c8 preto peão · f8 preto peão · g8 preto peão · h8 preto peão · a7 preto peão · b7 preto peão · c7 preto peão · d7 preto peão · e7 preto peão · f7 preto peão · g7 preto peão · h7 preto peão · a6 preto peão · b6 preto peão · c6 preto peão · d6 preto peão · e6 preto peão · f6 preto peão · g6 preto peão · h6 preto peão · a5 preto peão · b5 preto peão · c5 preto peão · d5 preto peão · e5 preto peão · f5 preto peão · g5 preto peão · h5 preto peão · d4 preto peão · e4 preto peão · a2 branco peão · b2 branco peão · c2 branco peão · d2 branco peão · e2 branco peão · f2 branco peão · g2 branco peão · h2 branco peão · a1 branco torre · b1 branco cavalo · c1 branco bispo · d1 branco rainha · e1 branco rei · f1 branco bispo · g1 branco cavalo · h1 branco torre | a8 preto peão · b8 preto peão · c8 preto peão · f8 preto peão · g8 preto peão · h8 preto peão · a7 preto peão · b7 preto peão · c7 preto peão · d7 preto peão · e7 preto peão · f7 preto peão · g7 preto peão · h7 preto peão · a6 preto peão · b6 preto peão · c6 preto peão · d6 preto peão · e6 preto peão · f6 preto peão · g6 preto peão · h6 preto peão · a5 preto peão · b5 preto peão · c5 preto peão · d5 preto peão · e5 preto peão · f5 preto peão · g5 preto peão · h5 preto peão · d4 preto peão · e4 preto peão · a2 branco peão · b2 branco peão · c2 branco peão · d2 branco peão · e2 branco peão · f2 branco peão · g2 branco peão · h2 branco peão · a1 branco torre · b1 branco cavalo · c1 branco bispo · d1 branco rainha · e1 branco rei · f1 branco bispo · g1 branco cavalo · h1 branco torre | a8 preto peão · b8 preto peão · c8 preto peão · f8 preto peão · g8 preto peão · h8 preto peão · a7 preto peão · b7 preto peão · c7 preto peão · d7 preto peão · e7 preto peão · f7 preto peão · g7 preto peão · h7 preto peão · a6 preto peão · b6 preto peão · c6 preto peão · d6 preto peão · e6 preto peão · f6 preto peão · g6 preto peão · h6 preto peão · a5 preto peão · b5 preto peão · c5 preto peão · d5 preto peão · e5 preto peão · f5 preto peão · g5 preto peão · h5 preto peão · d4 preto peão · e4 preto peão · a2 branco peão · b2 branco peão · c2 branco peão · d2 branco peão · e2 branco peão · f2 branco peão · g2 branco peão · h2 branco peão · a1 branco torre · b1 branco cavalo · c1 branco bispo · d1 branco rainha · e1 branco rei · f1 branco bispo · g1 branco cavalo · h1 branco torre | a8 preto peão · b8 preto peão · c8 preto peão · f8 preto peão · g8 preto peão · h8 preto peão · a7 preto peão · b7 preto peão · c7 preto peão · d7 preto peão · e7 preto peão · f7 preto peão · g7 preto peão · h7 preto peão · a6 preto peão · b6 preto peão · c6 preto peão · d6 preto peão · e6 preto peão · f6 preto peão · g6 preto peão · h6 preto peão · a5 preto peão · b5 preto peão · c5 preto peão · d5 preto peão · e5 preto peão · f5 preto peão · g5 preto peão · h5 preto peão · d4 preto peão · e4 preto peão · a2 branco peão · b2 branco peão · c2 branco peão · d2 branco peão · e2 branco peão · f2 branco peão · g2 branco peão · h2 branco peão · a1 branco torre · b1 branco cavalo · c1 branco bispo · d1 branco rainha · e1 branco rei · f1 branco bispo · g1 branco cavalo · h1 branco torre | 3 |
| 2 | a8 preto peão · b8 preto peão · c8 preto peão · f8 preto peão · g8 preto peão · h8 preto peão · a7 preto peão · b7 preto peão · c7 preto peão · d7 preto peão · e7 preto peão · f7 preto peão · g7 preto peão · h7 preto peão · a6 preto peão · b6 preto peão · c6 preto peão · d6 preto peão · e6 preto peão · f6 preto peão · g6 preto peão · h6 preto peão · a5 preto peão · b5 preto peão · c5 preto peão · d5 preto peão · e5 preto peão · f5 preto peão · g5 preto peão · h5 preto peão · d4 preto peão · e4 preto peão · a2 branco peão · b2 branco peão · c2 branco peão · d2 branco peão · e2 branco peão · f2 branco peão · g2 branco peão · h2 branco peão · a1 branco torre · b1 branco cavalo · c1 branco bispo · d1 branco rainha · e1 branco rei · f1 branco bispo · g1 branco cavalo · h1 branco torre | a8 preto peão · b8 preto peão · c8 preto peão · f8 preto peão · g8 preto peão · h8 preto peão · a7 preto peão · b7 preto peão · c7 preto peão · d7 preto peão · e7 preto peão · f7 preto peão · g7 preto peão · h7 preto peão · a6 preto peão · b6 preto peão · c6 preto peão · d6 preto peão · e6 preto peão · f6 preto peão · g6 preto peão · h6 preto peão · a5 preto peão · b5 preto peão · c5 preto peão · d5 preto peão · e5 preto peão · f5 preto peão · g5 preto peão · h5 preto peão · d4 preto peão · e4 preto peão · a2 branco peão · b2 branco peão · c2 branco peão · d2 branco peão · e2 branco peão · f2 branco peão · g2 branco peão · h2 branco peão · a1 branco torre · b1 branco cavalo · c1 branco bispo · d1 branco rainha · e1 branco rei · f1 branco bispo · g1 branco cavalo · h1 branco torre | a8 preto peão · b8 preto peão · c8 preto peão · f8 preto peão · g8 preto peão · h8 preto peão · a7 preto peão · b7 preto peão · c7 preto peão · d7 preto peão · e7 preto peão · f7 preto peão · g7 preto peão · h7 preto peão · a6 preto peão · b6 preto peão · c6 preto peão · d6 preto peão · e6 preto peão · f6 preto peão · g6 preto peão · h6 preto peão · a5 preto peão · b5 preto peão · c5 preto peão · d5 preto peão · e5 preto peão · f5 preto peão · g5 preto peão · h5 preto peão · d4 preto peão · e4 preto peão · a2 branco peão · b2 branco peão · c2 branco peão · d2 branco peão · e2 branco peão · f2 branco peão · g2 branco peão · h2 branco peão · a1 branco torre · b1 branco cavalo · c1 branco bispo · d1 branco rainha · e1 branco rei · f1 branco bispo · g1 branco cavalo · h1 branco torre | a8 preto peão · b8 preto peão · c8 preto peão · f8 preto peão · g8 preto peão · h8 preto peão · a7 preto peão · b7 preto peão · c7 preto peão · d7 preto peão · e7 preto peão · f7 preto peão · g7 preto peão · h7 preto peão · a6 preto peão · b6 preto peão · c6 preto peão · d6 preto peão · e6 preto peão · f6 preto peão · g6 preto peão · h6 preto peão · a5 preto peão · b5 preto peão · c5 preto peão · d5 preto peão · e5 preto peão · f5 preto peão · g5 preto peão · h5 preto peão · d4 preto peão · e4 preto peão · a2 branco peão · b2 branco peão · c2 branco peão · d2 branco peão · e2 branco peão · f2 branco peão · g2 branco peão · h2 branco peão · a1 branco torre · b1 branco cavalo · c1 branco bispo · d1 branco rainha · e1 branco rei · f1 branco bispo · g1 branco cavalo · h1 branco torre | a8 preto peão · b8 preto peão · c8 preto peão · f8 preto peão · g8 preto peão · h8 preto peão · a7 preto peão · b7 preto peão · c7 preto peão · d7 preto peão · e7 preto peão · f7 preto peão · g7 preto peão · h7 preto peão · a6 preto peão · b6 preto peão · c6 preto peão · d6 preto peão · e6 preto peão · f6 preto peão · g6 preto peão · h6 preto peão · a5 preto peão · b5 preto peão · c5 preto peão · d5 preto peão · e5 preto peão · f5 preto peão · g5 preto peão · h5 preto peão · d4 preto peão · e4 preto peão · a2 branco peão · b2 branco peão · c2 branco peão · d2 branco peão · e2 branco peão · f2 branco peão · g2 branco peão · h2 branco peão · a1 branco torre · b1 branco cavalo · c1 branco bispo · d1 branco rainha · e1 branco rei · f1 branco bispo · g1 branco cavalo · h1 branco torre | a8 preto peão · b8 preto peão · c8 preto peão · f8 preto peão · g8 preto peão · h8 preto peão · a7 preto peão · b7 preto peão · c7 preto peão · d7 preto peão · e7 preto peão · f7 preto peão · g7 preto peão · h7 preto peão · a6 preto peão · b6 preto peão · c6 preto peão · d6 preto peão · e6 preto peão · f6 preto peão · g6 preto peão · h6 preto peão · a5 preto peão · b5 preto peão · c5 preto peão · d5 preto peão · e5 preto peão · f5 preto peão · g5 preto peão · h5 preto peão · d4 preto peão · e4 preto peão · a2 branco peão · b2 branco peão · c2 branco peão · d2 branco peão · e2 branco peão · f2 branco peão · g2 branco peão · h2 branco peão · a1 branco torre · b1 branco cavalo · c1 branco bispo · d1 branco rainha · e1 branco rei · f1 branco bispo · g1 branco cavalo · h1 branco torre | a8 preto peão · b8 preto peão · c8 preto peão · f8 preto peão · g8 preto peão · h8 preto peão · a7 preto peão · b7 preto peão · c7 preto peão · d7 preto peão · e7 preto peão · f7 preto peão · g7 preto peão · h7 preto peão · a6 preto peão · b6 preto peão · c6 preto peão · d6 preto peão · e6 preto peão · f6 preto peão · g6 preto peão · h6 preto peão · a5 preto peão · b5 preto peão · c5 preto peão · d5 preto peão · e5 preto peão · f5 preto peão · g5 preto peão · h5 preto peão · d4 preto peão · e4 preto peão · a2 branco peão · b2 branco peão · c2 branco peão · d2 branco peão · e2 branco peão · f2 branco peão · g2 branco peão · h2 branco peão · a1 branco torre · b1 branco cavalo · c1 branco bispo · d1 branco rainha · e1 branco rei · f1 branco bispo · g1 branco cavalo · h1 branco torre | a8 preto peão · b8 preto peão · c8 preto peão · f8 preto peão · g8 preto peão · h8 preto peão · a7 preto peão · b7 preto peão · c7 preto peão · d7 preto peão · e7 preto peão · f7 preto peão · g7 preto peão · h7 preto peão · a6 preto peão · b6 preto peão · c6 preto peão · d6 preto peão · e6 preto peão · f6 preto peão · g6 preto peão · h6 preto peão · a5 preto peão · b5 preto peão · c5 preto peão · d5 preto peão · e5 preto peão · f5 preto peão · g5 preto peão · h5 preto peão · d4 preto peão · e4 preto peão · a2 branco peão · b2 branco peão · c2 branco peão · d2 branco peão · e2 branco peão · f2 branco peão · g2 branco peão · h2 branco peão · a1 branco torre · b1 branco cavalo · c1 branco bispo · d1 branco rainha · e1 branco rei · f1 branco bispo · g1 branco cavalo · h1 branco torre | 2 |
| 1 | a8 preto peão · b8 preto peão · c8 preto peão · f8 preto peão · g8 preto peão · h8 preto peão · a7 preto peão · b7 preto peão · c7 preto peão · d7 preto peão · e7 preto peão · f7 preto peão · g7 preto peão · h7 preto peão · a6 preto peão · b6 preto peão · c6 preto peão · d6 preto peão · e6 preto peão · f6 preto peão · g6 preto peão · h6 preto peão · a5 preto peão · b5 preto peão · c5 preto peão · d5 preto peão · e5 preto peão · f5 preto peão · g5 preto peão · h5 preto peão · d4 preto peão · e4 preto peão · a2 branco peão · b2 branco peão · c2 branco peão · d2 branco peão · e2 branco peão · f2 branco peão · g2 branco peão · h2 branco peão · a1 branco torre · b1 branco cavalo · c1 branco bispo · d1 branco rainha · e1 branco rei · f1 branco bispo · g1 branco cavalo · h1 branco torre | a8 preto peão · b8 preto peão · c8 preto peão · f8 preto peão · g8 preto peão · h8 preto peão · a7 preto peão · b7 preto peão · c7 preto peão · d7 preto peão · e7 preto peão · f7 preto peão · g7 preto peão · h7 preto peão · a6 preto peão · b6 preto peão · c6 preto peão · d6 preto peão · e6 preto peão · f6 preto peão · g6 preto peão · h6 preto peão · a5 preto peão · b5 preto peão · c5 preto peão · d5 preto peão · e5 preto peão · f5 preto peão · g5 preto peão · h5 preto peão · d4 preto peão · e4 preto peão · a2 branco peão · b2 branco peão · c2 branco peão · d2 branco peão · e2 branco peão · f2 branco peão · g2 branco peão · h2 branco peão · a1 branco torre · b1 branco cavalo · c1 branco bispo · d1 branco rainha · e1 branco rei · f1 branco bispo · g1 branco cavalo · h1 branco torre | a8 preto peão · b8 preto peão · c8 preto peão · f8 preto peão · g8 preto peão · h8 preto peão · a7 preto peão · b7 preto peão · c7 preto peão · d7 preto peão · e7 preto peão · f7 preto peão · g7 preto peão · h7 preto peão · a6 preto peão · b6 preto peão · c6 preto peão · d6 preto peão · e6 preto peão · f6 preto peão · g6 preto peão · h6 preto peão · a5 preto peão · b5 preto peão · c5 preto peão · d5 preto peão · e5 preto peão · f5 preto peão · g5 preto peão · h5 preto peão · d4 preto peão · e4 preto peão · a2 branco peão · b2 branco peão · c2 branco peão · d2 branco peão · e2 branco peão · f2 branco peão · g2 branco peão · h2 branco peão · a1 branco torre · b1 branco cavalo · c1 branco bispo · d1 branco rainha · e1 branco rei · f1 branco bispo · g1 branco cavalo · h1 branco torre | a8 preto peão · b8 preto peão · c8 preto peão · f8 preto peão · g8 preto peão · h8 preto peão · a7 preto peão · b7 preto peão · c7 preto peão · d7 preto peão · e7 preto peão · f7 preto peão · g7 preto peão · h7 preto peão · a6 preto peão · b6 preto peão · c6 preto peão · d6 preto peão · e6 preto peão · f6 preto peão · g6 preto peão · h6 preto peão · a5 preto peão · b5 preto peão · c5 preto peão · d5 preto peão · e5 preto peão · f5 preto peão · g5 preto peão · h5 preto peão · d4 preto peão · e4 preto peão · a2 branco peão · b2 branco peão · c2 branco peão · d2 branco peão · e2 branco peão · f2 branco peão · g2 branco peão · h2 branco peão · a1 branco torre · b1 branco cavalo · c1 branco bispo · d1 branco rainha · e1 branco rei · f1 branco bispo · g1 branco cavalo · h1 branco torre | a8 preto peão · b8 preto peão · c8 preto peão · f8 preto peão · g8 preto peão · h8 preto peão · a7 preto peão · b7 preto peão · c7 preto peão · d7 preto peão · e7 preto peão · f7 preto peão · g7 preto peão · h7 preto peão · a6 preto peão · b6 preto peão · c6 preto peão · d6 preto peão · e6 preto peão · f6 preto peão · g6 preto peão · h6 preto peão · a5 preto peão · b5 preto peão · c5 preto peão · d5 preto peão · e5 preto peão · f5 preto peão · g5 preto peão · h5 preto peão · d4 preto peão · e4 preto peão · a2 branco peão · b2 branco peão · c2 branco peão · d2 branco peão · e2 branco peão · f2 branco peão · g2 branco peão · h2 branco peão · a1 branco torre · b1 branco cavalo · c1 branco bispo · d1 branco rainha · e1 branco rei · f1 branco bispo · g1 branco cavalo · h1 branco torre | a8 preto peão · b8 preto peão · c8 preto peão · f8 preto peão · g8 preto peão · h8 preto peão · a7 preto peão · b7 preto peão · c7 preto peão · d7 preto peão · e7 preto peão · f7 preto peão · g7 preto peão · h7 preto peão · a6 preto peão · b6 preto peão · c6 preto peão · d6 preto peão · e6 preto peão · f6 preto peão · g6 preto peão · h6 preto peão · a5 preto peão · b5 preto peão · c5 preto peão · d5 preto peão · e5 preto peão · f5 preto peão · g5 preto peão · h5 preto peão · d4 preto peão · e4 preto peão · a2 branco peão · b2 branco peão · c2 branco peão · d2 branco peão · e2 branco peão · f2 branco peão · g2 branco peão · h2 branco peão · a1 branco torre · b1 branco cavalo · c1 branco bispo · d1 branco rainha · e1 branco rei · f1 branco bispo · g1 branco cavalo · h1 branco torre | a8 preto peão · b8 preto peão · c8 preto peão · f8 preto peão · g8 preto peão · h8 preto peão · a7 preto peão · b7 preto peão · c7 preto peão · d7 preto peão · e7 preto peão · f7 preto peão · g7 preto peão · h7 preto peão · a6 preto peão · b6 preto peão · c6 preto peão · d6 preto peão · e6 preto peão · f6 preto peão · g6 preto peão · h6 preto peão · a5 preto peão · b5 preto peão · c5 preto peão · d5 preto peão · e5 preto peão · f5 preto peão · g5 preto peão · h5 preto peão · d4 preto peão · e4 preto peão · a2 branco peão · b2 branco peão · c2 branco peão · d2 branco peão · e2 branco peão · f2 branco peão · g2 branco peão · h2 branco peão · a1 branco torre · b1 branco cavalo · c1 branco bispo · d1 branco rainha · e1 branco rei · f1 branco bispo · g1 branco cavalo · h1 branco torre | a8 preto peão · b8 preto peão · c8 preto peão · f8 preto peão · g8 preto peão · h8 preto peão · a7 preto peão · b7 preto peão · c7 preto peão · d7 preto peão · e7 preto peão · f7 preto peão · g7 preto peão · h7 preto peão · a6 preto peão · b6 preto peão · c6 preto peão · d6 preto peão · e6 preto peão · f6 preto peão · g6 preto peão · h6 preto peão · a5 preto peão · b5 preto peão · c5 preto peão · d5 preto peão · e5 preto peão · f5 preto peão · g5 preto peão · h5 preto peão · d4 preto peão · e4 preto peão · a2 branco peão · b2 branco peão · c2 branco peão · d2 branco peão · e2 branco peão · f2 branco peão · g2 branco peão · h2 branco peão · a1 branco torre · b1 branco cavalo · c1 branco bispo · d1 branco rainha · e1 branco rei · f1 branco bispo · g1 branco cavalo · h1 branco torre | 1 |
|   | a | b | c | d | e | f | g | h |   |

O servidor de jogo ItsYourTurn.com suporta um jogo quase idêntico chamado Xadrez Horda. A diferença para o xadrez de Dunsany é a posição inicial de dois peões.